# فهرست سیارک‌ها (۱۵۲۰۰۱–۱۵۳۰۰۱)
فهرست سیارک‌ها (۱۵۲۰۰۱ - ۱۵۳۰۰۱) فهرست سیارک‌ها از ۱۵۲۰۰۱ تا ۱۵۳۰۰۱ است.
| نام    | نام انگلیسی   | تاریخ کشف       |
| ------ | ------------- | --------------- |
| ۱۵۲۰۰۱ | 2004 JH18     | ۱۳ مه ۲۰۰۴      |
| ۱۵۲۰۰۲ | 2004 JE19     | ۱۳ مه ۲۰۰۴      |
| ۱۵۲۰۰۳ | 2004 JV21     | ۹ مه ۲۰۰۴       |
| ۱۵۲۰۰۴ | 2004 JX26     | ۱۵ مه ۲۰۰۴      |
| ۱۵۲۰۰۵ | 2004 JJ27     | ۱۵ مه ۲۰۰۴      |
| ۱۵۲۰۰۶ | 2004 JX30     | ۱۵ مه ۲۰۰۴      |
| ۱۵۲۰۰۷ | 2004 JR32     | ۱۵ مه ۲۰۰۴      |
| ۱۵۲۰۰۸ | 2004 JS32     | ۱۵ مه ۲۰۰۴      |
| ۱۵۲۰۰۹ | 2004 JW32     | ۱۵ مه ۲۰۰۴      |
| ۱۵۲۰۱۰ | 2004 JC33     | ۱۵ مه ۲۰۰۴      |
| ۱۵۲۰۱۱ | 2004 JM34     | ۱۵ مه ۲۰۰۴      |
| ۱۵۲۰۱۲ | 2004 JG35     | ۱۵ مه ۲۰۰۴      |
| ۱۵۲۰۱۳ | 2004 JG36     | ۱۳ مه ۲۰۰۴      |
| ۱۵۲۰۱۴ | 2004 JR42     | ۱۵ مه ۲۰۰۴      |
| ۱۵۲۰۱۵ | 2004 JH43     | ۱۵ مه ۲۰۰۴      |
| ۱۵۲۰۱۶ | 2004 JP51     | ۱۴ مه ۲۰۰۴      |
| ۱۵۲۰۱۷ | 2004 KR6      | ۱۸ مه ۲۰۰۴      |
| ۱۵۲۰۱۸ | 2004 KJ9      | ۱۸ مه ۲۰۰۴      |
| ۱۵۲۰۱۹ | 2004 KO10     | ۲۰ مه ۲۰۰۴      |
| ۱۵۲۰۲۰ | 2004 KS13     | ۲۱ مه ۲۰۰۴      |
| ۱۵۲۰۲۱ | 2004 LH2      | ۱۰ ژوئن ۲۰۰۴    |
| ۱۵۲۰۲۲ | 2004 LF23     | ۱۵ ژوئن ۲۰۰۴    |
| ۱۵۲۰۲۳ | 2004 MC4      | ۲۱ ژوئن ۲۰۰۴    |
| ۱۵۲۰۲۴ | 2004 MZ6      | ۲۴ ژوئن ۲۰۰۴    |
| ۱۵۲۰۲۴ | 2004 NP       | ۸ ژوئیه ۲۰۰۴    |
| ۱۵۲۰۲۶ | 2004 NO5      | ۱۱ ژوئیه ۲۰۰۴   |
| ۱۵۲۰۲۷ | 2004 ND8      | ۱۱ ژوئیه ۲۰۰۴   |
| ۱۵۲۰۲۸ | 2004 NB21     | ۱۴ ژوئیه ۲۰۰۴   |
| ۱۵۲۰۲۹ | 2004 ND21     | ۱۴ ژوئیه ۲۰۰۴   |
| ۱۵۲۰۳۰ | 2004 NT21     | ۱۵ ژوئیه ۲۰۰۴   |
| ۱۵۲۰۳۱ | 2004 NL23     | ۱۴ ژوئیه ۲۰۰۴   |
| ۱۵۲۰۳۲ | 2004 NW23     | ۱۴ ژوئیه ۲۰۰۴   |
| ۱۵۲۰۳۳ | 2004 NF26     | ۱۱ ژوئیه ۲۰۰۴   |
| ۱۵۲۰۳۴ | 2004 NH27     | ۱۱ ژوئیه ۲۰۰۴   |
| ۱۵۲۰۳۵ | 2004 NQ29     | ۱۴ ژوئیه ۲۰۰۴   |
| ۱۵۲۰۳۶ | 2004 OR2      | ۱۶ ژوئیه ۲۰۰۴   |
| ۱۵۲۰۳۷ | 2004 OQ11     | ۲۵ ژوئیه ۲۰۰۴   |
| ۱۵۲۰۳۸ | 2004 OW12     | ۲۷ ژوئیه ۲۰۰۴   |
| ۱۵۲۰۳۹ | 2004 PR7      | ۶ اوت ۲۰۰۴      |
| ۱۵۲۰۴۰ | 2004 PA10     | ۶ اوت ۲۰۰۴      |
| ۱۵۲۰۴۱ | 2004 PA13     | ۷ اوت ۲۰۰۴      |
| ۱۵۲۰۴۲ | 2004 PP14     | ۷ اوت ۲۰۰۴      |
| ۱۵۲۰۴۳ | 2004 PP20     | ۶ اوت ۲۰۰۴      |
| ۱۵۲۰۴۴ | 2004 PS21     | ۸ اوت ۲۰۰۴      |
| ۱۵۲۰۴۵ | 2004 PS23     | ۸ اوت ۲۰۰۴      |
| ۱۵۲۰۴۶ | 2004 PB30     | ۷ اوت ۲۰۰۴      |
| ۱۵۲۰۴۷ | 2004 PJ31     | ۸ اوت ۲۰۰۴      |
| ۱۵۲۰۴۸ | 2004 PB37     | ۹ اوت ۲۰۰۴      |
| ۱۵۲۰۴۹ | 2004 PT38     | ۹ اوت ۲۰۰۴      |
| ۱۵۲۰۵۰ | 2004 PB39     | ۹ اوت ۲۰۰۴      |
| ۱۵۲۰۵۱ | 2004 PH39     | ۹ اوت ۲۰۰۴      |
| ۱۵۲۰۵۲ | 2004 PC40     | ۹ اوت ۲۰۰۴      |
| ۱۵۲۰۵۳ | 2004 PN44     | ۷ اوت ۲۰۰۴      |
| ۱۵۲۰۵۴ | 2004 PR50     | ۸ اوت ۲۰۰۴      |
| ۱۵۲۰۵۵ | 2004 PN54     | ۸ اوت ۲۰۰۴      |
| ۱۵۲۰۵۶ | 2004 PD69     | ۷ اوت ۲۰۰۴      |
| ۱۵۲۰۵۷ | 2004 PX71     | ۸ اوت ۲۰۰۴      |
| ۱۵۲۰۵۸ | 2004 PZ71     | ۸ اوت ۲۰۰۴      |
| ۱۵۲۰۵۹ | 2004 PB75     | ۸ اوت ۲۰۰۴      |
| ۱۵۲۰۶۰ | 2004 PK76     | ۹ اوت ۲۰۰۴      |
| ۱۵۲۰۶۱ | 2004 PM77     | ۹ اوت ۲۰۰۴      |
| ۱۵۲۰۶۲ | 2004 PQ79     | ۹ اوت ۲۰۰۴      |
| ۱۵۲۰۶۳ | 2004 PH90     | ۱۰ اوت ۲۰۰۴     |
| ۱۵۲۰۶۴ | 2004 PL94     | ۱۰ اوت ۲۰۰۴     |
| ۱۵۲۰۶۵ | 2004 PC96     | ۱۰ اوت ۲۰۰۴     |
| ۱۵۲۰۶۶ | 2004 PT108    | ۱۰ اوت ۲۰۰۴     |
| ۱۵۲۰۶۷ | 2004 PK111    | ۱۵ اوت ۲۰۰۴     |
| ۱۵۲۰۶۸ | 2004 QG11     | ۲۱ اوت ۲۰۰۴     |
| ۱۵۲۰۶۹ | 2004 QV21     | ۲۵ اوت ۲۰۰۴     |
| ۱۵۲۰۷۰ | 2004 RV5      | ۴ سپتامبر ۲۰۰۴  |
| ۱۵۲۰۷۱ | 2004 RW7      | ۶ سپتامبر ۲۰۰۴  |
| ۱۵۲۰۷۲ | 2004 RF9      | ۷ سپتامبر ۲۰۰۴  |
| ۱۵۲۰۷۳ | 2004 RH12     | ۸ سپتامبر ۲۰۰۴  |
| ۱۵۲۰۷۴ | 2004 RC14     | ۶ سپتامبر ۲۰۰۴  |
| ۱۵۲۰۷۵ | 2004 RL14     | ۶ سپتامبر ۲۰۰۴  |
| ۱۵۲۰۷۶ | 2004 RD16     | ۷ سپتامبر ۲۰۰۴  |
| ۱۵۲۰۷۷ | 2004 RA17     | ۷ سپتامبر ۲۰۰۴  |
| ۱۵۲۰۷۸ | 2004 RW19     | ۷ سپتامبر ۲۰۰۴  |
| ۱۵۲۰۷۹ | 2004 RS21     | ۷ سپتامبر ۲۰۰۴  |
| ۱۵۲۰۸۰ | 2004 RV21     | ۷ سپتامبر ۲۰۰۴  |
| ۱۵۲۰۸۱ | 2004 RD27     | ۶ سپتامبر ۲۰۰۴  |
| ۱۵۲۰۸۲ | 2004 RR29     | ۷ سپتامبر ۲۰۰۴  |
| ۱۵۲۰۸۳ | 2004 RH30     | ۷ سپتامبر ۲۰۰۴  |
| ۱۵۲۰۸۴ | 2004 RR33     | ۷ سپتامبر ۲۰۰۴  |
| ۱۵۲۰۸۵ | 2004 RE34     | ۷ سپتامبر ۲۰۰۴  |
| ۱۵۲۰۸۶ | 2004 RT34     | ۷ سپتامبر ۲۰۰۴  |
| ۱۵۲۰۸۷ | 2004 RJ37     | ۷ سپتامبر ۲۰۰۴  |
| ۱۵۲۰۸۸ | 2004 RB39     | ۷ سپتامبر ۲۰۰۴  |
| ۱۵۲۰۸۹ | 2004 RW43     | ۸ سپتامبر ۲۰۰۴  |
| ۱۵۲۰۹۰ | 2004 RR49     | ۸ سپتامبر ۲۰۰۴  |
| ۱۵۲۰۹۱ | 2004 RD50     | ۸ سپتامبر ۲۰۰۴  |
| ۱۵۲۰۹۲ | 2004 RB63     | ۸ سپتامبر ۲۰۰۴  |
| ۱۵۲۰۹۳ | 2004 RX63     | ۸ سپتامبر ۲۰۰۴  |
| ۱۵۲۰۹۴ | 2004 RO71     | ۸ سپتامبر ۲۰۰۴  |
| ۱۵۲۰۹۵ | 2004 RP72     | ۸ سپتامبر ۲۰۰۴  |
| ۱۵۲۰۹۶ | 2004 RT74     | ۸ سپتامبر ۲۰۰۴  |
| ۱۵۲۰۹۷ | 2004 RB90     | ۸ سپتامبر ۲۰۰۴  |
| ۱۵۲۰۹۸ | 2004 RZ91     | ۸ سپتامبر ۲۰۰۴  |
| ۱۵۲۰۹۹ | 2004 RT92     | ۸ سپتامبر ۲۰۰۴  |
| ۱۵۲۱۰۰ | 2004 RD101    | ۸ سپتامبر ۲۰۰۴  |
| ۱۵۲۱۰۱ | 2004 RU101    | ۸ سپتامبر ۲۰۰۴  |
| ۱۵۲۱۰۲ | 2004 RD107    | ۹ سپتامبر ۲۰۰۴  |
| ۱۵۲۱۰۳ | 2004 RN109    | ۸ سپتامبر ۲۰۰۴  |
| ۱۵۲۱۰۴ | 2004 RX120    | ۷ سپتامبر ۲۰۰۴  |
| ۱۵۲۱۰۵ | 2004 RM121    | ۷ سپتامبر ۲۰۰۴  |
| ۱۵۲۱۰۶ | 2004 RJ146    | ۹ سپتامبر ۲۰۰۴  |
| ۱۵۲۱۰۷ | 2004 RF149    | ۹ سپتامبر ۲۰۰۴  |
| ۱۵۲۱۰۸ | 2004 RK153    | ۱۰ سپتامبر ۲۰۰۴ |
| ۱۵۲۱۰۹ | 2004 RE154    | ۱۰ سپتامبر ۲۰۰۴ |
| ۱۵۲۱۱۰ | 2004 RS170    | ۸ سپتامبر ۲۰۰۴  |
| ۱۵۲۱۱۱ | 2004 RA182    | ۱۰ سپتامبر ۲۰۰۴ |
| ۱۵۲۱۱۲ | 2004 RJ192    | ۱۰ سپتامبر ۲۰۰۴ |
| ۱۵۲۱۱۳ | 2004 RG207    | ۱۱ سپتامبر ۲۰۰۴ |
| ۱۵۲۱۱۴ | 2004 RV209    | ۱۱ سپتامبر ۲۰۰۴ |
| ۱۵۲۱۱۵ | 2004 RB210    | ۱۱ سپتامبر ۲۰۰۴ |
| ۱۵۲۱۱۶ | 2004 RU224    | ۹ سپتامبر ۲۰۰۴  |
| ۱۵۲۱۱۷ | 2004 RK242    | ۱۰ سپتامبر ۲۰۰۴ |
| ۱۵۲۱۱۸ | 2004 RZ253    | ۶ سپتامبر ۲۰۰۴  |
| ۱۵۲۱۱۹ | 2004 RN255    | ۶ سپتامبر ۲۰۰۴  |
| ۱۵۲۱۲۰ | 2004 RL276    | ۱۳ سپتامبر ۲۰۰۴ |
| ۱۵۲۱۲۱ | 2004 RA315    | ۱۵ سپتامبر ۲۰۰۴ |
| ۱۵۲۱۲۲ | 2004 RT318    | ۱۲ سپتامبر ۲۰۰۴ |
| ۱۵۲۱۲۳ | 2004 SU13     | ۱۷ سپتامبر ۲۰۰۴ |
| ۱۵۲۱۲۴ | 2004 SX20     | ۲۰ سپتامبر ۲۰۰۴ |
| ۱۵۲۱۲۵ | 2004 SR33     | ۱۷ سپتامبر ۲۰۰۴ |
| ۱۵۲۱۲۶ | 2004 SU56     | ۱۶ سپتامبر ۲۰۰۴ |
| ۱۵۲۱۲۷ | 2004 TL25     | ۴ اکتبر ۲۰۰۴    |
| ۱۵۲۱۲۸ | 2004 TF58     | ۵ اکتبر ۲۰۰۴    |
| ۱۵۲۱۲۹ | 2004 TL99     | ۵ اکتبر ۲۰۰۴    |
| ۱۵۲۱۳۰ | 2004 TZ116    | ۵ اکتبر ۲۰۰۴    |
| ۱۵۲۱۳۱ | 2004 TW117    | ۵ اکتبر ۲۰۰۴    |
| ۱۵۲۱۳۲ | 2004 TG123    | ۷ اکتبر ۲۰۰۴    |
| ۱۵۲۱۳۳ | 2004 TN126    | ۷ اکتبر ۲۰۰۴    |
| ۱۵۲۱۳۴ | 2004 TR129    | ۷ اکتبر ۲۰۰۴    |
| ۱۵۲۱۳۵ | 2004 TC145    | ۴ اکتبر ۲۰۰۴    |
| ۱۵۲۱۳۶ | 2004 TW192    | ۷ اکتبر ۲۰۰۴    |
| ۱۵۲۱۳۷ | 2004 TE298    | ۱۲ اکتبر ۲۰۰۴   |
| ۱۵۲۱۳۸ | 2004 TU334    | ۱۰ اکتبر ۲۰۰۴   |
| ۱۵۲۱۳۹ | 2004 TA364    | ۱۰ اکتبر ۲۰۰۴   |
| ۱۵۲۱۴۰ | 2004 UO2      | ۱۸ اکتبر ۲۰۰۴   |
| ۱۵۲۱۴۱ | 2004 VZ61     | ۶ نوامبر ۲۰۰۴   |
| ۱۵۲۱۴۱ | 2005 JT       | ۳ مه ۲۰۰۵       |
| ۱۵۲۱۴۳ | 2005 JK3      | ۴ مه ۲۰۰۵       |
| ۱۵۲۱۴۴ | 2005 JZ17     | ۴ مه ۲۰۰۵       |
| ۱۵۲۱۴۵ | 2005 JW112    | ۹ مه ۲۰۰۵       |
| ۱۵۲۱۴۶ | Rosenlappin   | ۹ ژوئن ۲۰۰۵     |
| ۱۵۲۱۴۷ | 2005 LD16     | ۵ ژوئن ۲۰۰۵     |
| ۱۵۲۱۴۸ | 2005 MH1      | ۱۷ ژوئن ۲۰۰۵    |
| ۱۵۲۱۴۹ | 2005 MN21     | ۳۰ ژوئن ۲۰۰۵    |
| ۱۵۲۱۵۰ | 2005 MS33     | ۲۹ ژوئن ۲۰۰۵    |
| ۱۵۲۱۵۱ | 2005 MC36     | ۳۰ ژوئن ۲۰۰۵    |
| ۱۵۲۱۵۲ | 2005 MY37     | ۳۰ ژوئن ۲۰۰۵    |
| ۱۵۲۱۵۳ | 2005 MD39     | ۳۰ ژوئن ۲۰۰۵    |
| ۱۵۲۱۵۴ | 2005 MU44     | ۲۷ ژوئن ۲۰۰۵    |
| ۱۵۲۱۵۵ | 2005 MQ47     | ۲۹ ژوئن ۲۰۰۵    |
| ۱۵۲۱۵۶ | 2005 MV50     | ۳۰ ژوئن ۲۰۰۵    |
| ۱۵۲۱۵۷ | 2005 NF11     | ۳ ژوئیه ۲۰۰۵    |
| ۱۵۲۱۵۸ | 2005 NY13     | ۵ ژوئیه ۲۰۰۵    |
| ۱۵۲۱۵۹ | 2005 NE56     | ۱۰ ژوئیه ۲۰۰۵   |
| ۱۵۲۱۶۰ | 2005 NX68     | ۳ ژوئیه ۲۰۰۵    |
| ۱۵۲۱۶۱ | 2005 NH96     | ۷ ژوئیه ۲۰۰۵    |
| ۱۵۲۱۶۲ | 2005 NQ96     | ۷ ژوئیه ۲۰۰۵    |
| ۱۵۲۱۶۳ | 2005 NO97     | ۸ ژوئیه ۲۰۰۵    |
| ۱۵۲۱۶۴ | 2005 NV100    | ۲ ژوئیه ۲۰۰۵    |
| ۱۵۲۱۶۴ | 2005 OF       | ۱۷ ژوئیه ۲۰۰۵   |
| ۱۵۲۱۶۶ | 2005 OY3      | ۲۶ ژوئیه ۲۰۰۵   |
| ۱۵۲۱۶۷ | 2005 OA4      | ۲۶ ژوئیه ۲۰۰۵   |
| ۱۵۲۱۶۸ | 2005 OL4      | ۲۷ ژوئیه ۲۰۰۵   |
| ۱۵۲۱۶۹ | 2005 OK5      | ۲۸ ژوئیه ۲۰۰۵   |
| ۱۵۲۱۷۰ | 2005 OM12     | ۲۹ ژوئیه ۲۰۰۵   |
| ۱۵۲۱۷۱ | 2005 OE14     | ۳۰ ژوئیه ۲۰۰۵   |
| ۱۵۲۱۷۲ | 2005 OO14     | ۳۱ ژوئیه ۲۰۰۵   |
| ۱۵۲۱۷۳ | 2005 OH21     | ۲۸ ژوئیه ۲۰۰۵   |
| ۱۵۲۱۷۴ | 2005 OW22     | ۲۹ ژوئیه ۲۰۰۵   |
| ۱۵۲۱۷۵ | 2005 OL26     | ۲۹ ژوئیه ۲۰۰۵   |
| ۱۵۲۱۷۶ | 2005 PO3      | ۶ اوت ۲۰۰۵      |
| ۱۵۲۱۷۷ | 2005 PD15     | ۴ اوت ۲۰۰۵      |
| ۱۵۲۱۷۸ | 2005 QB4      | ۲۴ اوت ۲۰۰۵     |
| ۱۵۲۱۷۹ | 2005 QJ4      | ۲۴ اوت ۲۰۰۵     |
| ۱۵۲۱۸۰ | 2005 QP8      | ۲۵ اوت ۲۰۰۵     |
| ۱۵۲۱۸۱ | 2005 QU8      | ۲۵ اوت ۲۰۰۵     |
| ۱۵۲۱۸۲ | 2005 QZ8      | ۲۵ اوت ۲۰۰۵     |
| ۱۵۲۱۸۳ | 2005 QK9      | ۲۵ اوت ۲۰۰۵     |
| ۱۵۲۱۸۴ | 2005 QV11     | ۲۲ اوت ۲۰۰۵     |
| ۱۵۲۱۸۵ | 2005 QY16     | ۲۵ اوت ۲۰۰۵     |
| ۱۵۲۱۸۶ | 2005 QC27     | ۲۷ اوت ۲۰۰۵     |
| ۱۵۲۱۸۷ | 2005 QY32     | ۲۵ اوت ۲۰۰۵     |
| ۱۵۲۱۸۸ | Morricone     | ۲۷ اوت ۲۰۰۵     |
| ۱۵۲۱۸۹ | 2005 QX55     | ۲۸ اوت ۲۰۰۵     |
| ۱۵۲۱۹۰ | 2005 QZ56     | ۲۹ اوت ۲۰۰۵     |
| ۱۵۲۱۹۱ | 2005 QP59     | ۲۵ اوت ۲۰۰۵     |
| ۱۵۲۱۹۲ | 2005 QL60     | ۲۶ اوت ۲۰۰۵     |
| ۱۵۲۱۹۳ | 2005 QQ63     | ۲۶ اوت ۲۰۰۵     |
| ۱۵۲۱۹۴ | 2005 QZ64     | ۲۶ اوت ۲۰۰۵     |
| ۱۵۲۱۹۵ | 2005 QV79     | ۲۷ اوت ۲۰۰۵     |
| ۱۵۲۱۹۶ | 2005 QK85     | ۳۰ اوت ۲۰۰۵     |
| ۱۵۲۱۹۷ | 2005 QY85     | ۳۰ اوت ۲۰۰۵     |
| ۱۵۲۱۹۸ | 2005 QN100    | ۲۷ اوت ۲۰۰۵     |
| ۱۵۲۱۹۹ | 2005 QG104    | ۲۷ اوت ۲۰۰۵     |
| ۱۵۲۲۰۰ | 2005 QD112    | ۲۷ اوت ۲۰۰۵     |
| ۱۵۲۲۰۱ | 2005 QA142    | ۳۰ اوت ۲۰۰۵     |
| ۱۵۲۲۰۲ | 2005 QE143    | ۳۱ اوت ۲۰۰۵     |
| ۱۵۲۲۰۳ | 2005 QD153    | ۲۷ اوت ۲۰۰۵     |
| ۱۵۲۲۰۴ | 2005 QQ154    | ۲۸ اوت ۲۰۰۵     |
| ۱۵۲۲۰۵ | 2005 QP155    | ۲۹ اوت ۲۰۰۵     |
| ۱۵۲۲۰۶ | 2005 QW168    | ۲۹ اوت ۲۰۰۵     |
| ۱۵۲۲۰۷ | 2005 QX168    | ۲۹ اوت ۲۰۰۵     |
| ۱۵۲۲۰۸ | 2005 QS171    | ۲۹ اوت ۲۰۰۵     |
| ۱۵۲۲۰۹ | 2005 QF173    | ۲۹ اوت ۲۰۰۵     |
| ۱۵۲۲۱۰ | 2005 QH174    | ۳۱ اوت ۲۰۰۵     |
| ۱۵۲۲۱۱ | 2005 QH176    | ۳۱ اوت ۲۰۰۵     |
| ۱۵۲۲۱۱ | 2005 RG       | ۱ سپتامبر ۲۰۰۵  |
| ۱۵۲۲۱۳ | 2005 RS5      | ۶ سپتامبر ۲۰۰۵  |
| ۱۵۲۲۱۴ | 2005 RJ9      | ۲ سپتامبر ۲۰۰۵  |
| ۱۵۲۲۱۵ | 2005 RA10     | ۳ سپتامبر ۲۰۰۵  |
| ۱۵۲۲۱۶ | 2005 RH21     | ۳ سپتامبر ۲۰۰۵  |
| ۱۵۲۲۱۷ | Akosipov      | ۱۰ سپتامبر ۲۰۰۵ |
| ۱۵۲۲۱۸ | 2005 RQ23     | ۱۰ سپتامبر ۲۰۰۵ |
| ۱۵۲۲۱۹ | 2005 RX23     | ۱۰ سپتامبر ۲۰۰۵ |
| ۱۵۲۲۲۰ | 2005 RC25     | ۱۰ سپتامبر ۲۰۰۵ |
| ۱۵۲۲۲۱ | 2005 RV27     | ۱۰ سپتامبر ۲۰۰۵ |
| ۱۵۲۲۲۲ | 2005 RS28     | ۱۲ سپتامبر ۲۰۰۵ |
| ۱۵۲۲۲۳ | 2005 RF33     | ۱۴ سپتامبر ۲۰۰۵ |
| ۱۵۲۲۲۳ | 2005 SJ       | ۲۰ سپتامبر ۲۰۰۵ |
| ۱۵۲۲۲۵ | 2005 ST2      | ۲۳ سپتامبر ۲۰۰۵ |
| ۱۵۲۲۲۶ | 2005 SD3      | ۲۳ سپتامبر ۲۰۰۵ |
| ۱۵۲۲۲۷ | Argoli        | ۲۴ سپتامبر ۲۰۰۵ |
| ۱۵۲۲۲۸ | 2005 SK9      | ۲۳ سپتامبر ۲۰۰۵ |
| ۱۵۲۲۲۹ | 2005 SU12     | ۲۴ سپتامبر ۲۰۰۵ |
| ۱۵۲۲۳۰ | 2005 SU13     | ۲۴ سپتامبر ۲۰۰۵ |
| ۱۵۲۲۳۱ | 2005 SF15     | ۲۶ سپتامبر ۲۰۰۵ |
| ۱۵۲۲۳۲ | 2005 SV17     | ۲۶ سپتامبر ۲۰۰۵ |
| ۱۵۲۲۳۲ | 2005          | SL۱۹            |
| ۱۵۲۲۳۴ | 2005 SU22     | ۲۳ سپتامبر ۲۰۰۵ |
| ۱۵۲۲۳۵ | 2005 SK28     | ۲۳ سپتامبر ۲۰۰۵ |
| ۱۵۲۲۳۶ | 2005 SQ43     | ۲۴ سپتامبر ۲۰۰۵ |
| ۱۵۲۲۳۷ | 2005 SA51     | ۲۴ سپتامبر ۲۰۰۵ |
| ۱۵۲۲۳۸ | 2005 SZ63     | ۲۶ سپتامبر ۲۰۰۵ |
| ۱۵۲۲۳۹ | 2005 SJ68     | ۲۷ سپتامبر ۲۰۰۵ |
| ۱۵۲۲۴۰ | 2005 SR69     | ۲۷ سپتامبر ۲۰۰۵ |
| ۱۵۲۲۴۱ | 2005 SR70     | ۲۸ سپتامبر ۲۰۰۵ |
| ۱۵۲۲۴۲ | 2005 SX70     | ۲۸ سپتامبر ۲۰۰۵ |
| ۱۵۲۲۴۳ | 2005 SS76     | ۲۴ سپتامبر ۲۰۰۵ |
| ۱۵۲۲۴۴ | 2005 SD88     | ۲۴ سپتامبر ۲۰۰۵ |
| ۱۵۲۲۴۵ | 2005 SH89     | ۲۴ سپتامبر ۲۰۰۵ |
| ۱۵۲۲۴۶ | 2005 SO89     | ۲۴ سپتامبر ۲۰۰۵ |
| ۱۵۲۲۴۷ | 2005 SW90     | ۲۴ سپتامبر ۲۰۰۵ |
| ۱۵۲۲۴۸ | 2005 SJ91     | ۲۴ سپتامبر ۲۰۰۵ |
| ۱۵۲۲۴۹ | 2005 SF97     | ۲۵ سپتامبر ۲۰۰۵ |
| ۱۵۲۲۵۰ | 2005 SN98     | ۲۵ سپتامبر ۲۰۰۵ |
| ۱۵۲۲۵۱ | 2005 SM100    | ۲۵ سپتامبر ۲۰۰۵ |
| ۱۵۲۲۵۲ | 2005 SQ101    | ۲۵ سپتامبر ۲۰۰۵ |
| ۱۵۲۲۵۳ | 2005 SQ114    | ۲۷ سپتامبر ۲۰۰۵ |
| ۱۵۲۲۵۴ | 2005 SD116    | ۲۷ سپتامبر ۲۰۰۵ |
| ۱۵۲۲۵۵ | 2005 SW116    | ۲۸ سپتامبر ۲۰۰۵ |
| ۱۵۲۲۵۶ | 2005 SU128    | ۲۹ سپتامبر ۲۰۰۵ |
| ۱۵۲۲۵۷ | 2005 SJ129    | ۲۹ سپتامبر ۲۰۰۵ |
| ۱۵۲۲۵۸ | 2005 SZ129    | ۲۹ سپتامبر ۲۰۰۵ |
| ۱۵۲۲۵۹ | 2005 ST134    | ۲۹ سپتامبر ۲۰۰۵ |
| ۱۵۲۲۶۰ | 2005 SY141    | ۲۵ سپتامبر ۲۰۰۵ |
| ۱۵۲۲۶۱ | 2005 SC146    | ۲۵ سپتامبر ۲۰۰۵ |
| ۱۵۲۲۶۲ | 2005 SY148    | ۲۵ سپتامبر ۲۰۰۵ |
| ۱۵۲۲۶۳ | 2005 SZ162    | ۲۷ سپتامبر ۲۰۰۵ |
| ۱۵۲۲۶۴ | 2005 SL166    | ۲۸ سپتامبر ۲۰۰۵ |
| ۱۵۲۲۶۵ | 2005 SU173    | ۲۹ سپتامبر ۲۰۰۵ |
| ۱۵۲۲۶۶ | 2005 SV180    | ۲۹ سپتامبر ۲۰۰۵ |
| ۱۵۲۲۶۷ | 2005 SB191    | ۲۹ سپتامبر ۲۰۰۵ |
| ۱۵۲۲۶۸ | 2005 SV193    | ۲۹ سپتامبر ۲۰۰۵ |
| ۱۵۲۲۶۹ | 2005 SZ197    | ۳۰ سپتامبر ۲۰۰۵ |
| ۱۵۲۲۷۰ | 2005 SC209    | ۳۰ سپتامبر ۲۰۰۵ |
| ۱۵۲۲۷۱ | 2005 SP213    | ۳۰ سپتامبر ۲۰۰۵ |
| ۱۵۲۲۷۲ | 2005 SK217    | ۳۰ سپتامبر ۲۰۰۵ |
| ۱۵۲۲۷۳ | 2005 SL220    | ۲۹ سپتامبر ۲۰۰۵ |
| ۱۵۲۲۷۴ | 2005 SD231    | ۳۰ سپتامبر ۲۰۰۵ |
| ۱۵۲۲۷۵ | 2005 SV231    | ۳۰ سپتامبر ۲۰۰۵ |
| ۱۵۲۲۷۶ | 2005 SF234    | ۲۹ سپتامبر ۲۰۰۵ |
| ۱۵۲۲۷۷ | 2005 SO237    | ۲۹ سپتامبر ۲۰۰۵ |
| ۱۵۲۲۷۸ | 2005 SQ255    | ۲۲ سپتامبر ۲۰۰۵ |
| ۱۵۲۲۷۹ | 2005 SS262    | ۲۳ سپتامبر ۲۰۰۵ |
| ۱۵۲۲۸۰ | 2005 TE1      | ۱ اکتبر ۲۰۰۵    |
| ۱۵۲۲۸۱ | 2005 TT2      | ۱ اکتبر ۲۰۰۵    |
| ۱۵۲۲۸۲ | 2005 TH5      | ۱ اکتبر ۲۰۰۵    |
| ۱۵۲۲۸۳ | 2005 TK6      | ۱ اکتبر ۲۰۰۵    |
| ۱۵۲۲۸۴ | 2005 TP8      | ۱ اکتبر ۲۰۰۵    |
| ۱۵۲۲۸۵ | 2005 TJ10     | ۲ اکتبر ۲۰۰۵    |
| ۱۵۲۲۸۶ | 2005 TL10     | ۲ اکتبر ۲۰۰۵    |
| ۱۵۲۲۸۷ | 2005 TM11     | ۱ اکتبر ۲۰۰۵    |
| ۱۵۲۲۸۸ | 2005 TS12     | ۱ اکتبر ۲۰۰۵    |
| ۱۵۲۲۸۹ | 2005 TB18     | ۱ اکتبر ۲۰۰۵    |
| ۱۵۲۲۹۰ | 2005 TB23     | ۱ اکتبر ۲۰۰۵    |
| ۱۵۲۲۹۱ | 2005 TD24     | ۱ اکتبر ۲۰۰۵    |
| ۱۵۲۲۹۲ | 2005 TH28     | ۱ اکتبر ۲۰۰۵    |
| ۱۵۲۲۹۳ | 2005 TJ28     | ۱ اکتبر ۲۰۰۵    |
| ۱۵۲۲۹۴ | 2005 TX38     | ۱ اکتبر ۲۰۰۵    |
| ۱۵۲۲۹۵ | 2005 TX42     | ۴ اکتبر ۲۰۰۵    |
| ۱۵۲۲۹۶ | 2005 TE47     | ۳ اکتبر ۲۰۰۵    |
| ۱۵۲۲۹۷ | 2005 TH49     | ۶ اکتبر ۲۰۰۵    |
| ۱۵۲۲۹۸ | 2005 TV49     | ۹ اکتبر ۲۰۰۵    |
| ۱۵۲۲۹۹ | 2005 TQ50     | ۱۱ اکتبر ۲۰۰۵   |
| ۱۵۲۳۰۰ | 2005 TF51     | ۱۱ اکتبر ۲۰۰۵   |
| ۱۵۲۳۰۱ | 2005 TN57     | ۱ اکتبر ۲۰۰۵    |
| ۱۵۲۳۰۲ | 2005 TF73     | ۵ اکتبر ۲۰۰۵    |
| ۱۵۲۳۰۳ | 2005 TG73     | ۵ اکتبر ۲۰۰۵    |
| ۱۵۲۳۰۴ | 2005 TK73     | ۶ اکتبر ۲۰۰۵    |
| ۱۵۲۳۰۵ | 2005 TN73     | ۶ اکتبر ۲۰۰۵    |
| ۱۵۲۳۰۶ | 2005 TP73     | ۷ اکتبر ۲۰۰۵    |
| ۱۵۲۳۰۷ | 2005 TL74     | ۷ اکتبر ۲۰۰۵    |
| ۱۵۲۳۰۸ | 2005 TW74     | ۱ اکتبر ۲۰۰۵    |
| ۱۵۲۳۰۹ | 2005 TS95     | ۶ اکتبر ۲۰۰۵    |
| ۱۵۲۳۱۰ | 2005 TJ125    | ۷ اکتبر ۲۰۰۵    |
| ۱۵۲۳۱۱ | 2005 TU132    | ۷ اکتبر ۲۰۰۵    |
| ۱۵۲۳۱۲ | 2005 TL141    | ۸ اکتبر ۲۰۰۵    |
| ۱۵۲۳۱۳ | 2005 TQ148    | ۸ اکتبر ۲۰۰۵    |
| ۱۵۲۳۱۴ | 2005 TF153    | ۷ اکتبر ۲۰۰۵    |
| ۱۵۲۳۱۵ | 2005 TT164    | ۹ اکتبر ۲۰۰۵    |
| ۱۵۲۳۱۶ | 2005 TF172    | ۱۱ اکتبر ۲۰۰۵   |
| ۱۵۲۳۱۷ | 2005 TW176    | ۱ اکتبر ۲۰۰۵    |
| ۱۵۲۳۱۸ | 2005 TQ183    | ۷ اکتبر ۲۰۰۵    |
| ۱۵۲۳۱۹ | 2005 UH7      | ۲۹ اکتبر ۲۰۰۵   |
| ۱۵۲۳۲۰ | 2005 UD8      | ۲۷ اکتبر ۲۰۰۵   |
| ۱۵۲۳۲۱ | 2005 US8      | ۲۰ اکتبر ۲۰۰۵   |
| ۱۵۲۳۲۲ | 2005 UP10     | ۲۱ اکتبر ۲۰۰۵   |
| ۱۵۲۳۲۳ | 2005 UZ11     | ۲۲ اکتبر ۲۰۰۵   |
| ۱۵۲۳۲۴ | 2005 UO17     | ۲۲ اکتبر ۲۰۰۵   |
| ۱۵۲۳۲۵ | 2005 UT17     | ۲۲ اکتبر ۲۰۰۵   |
| ۱۵۲۳۲۶ | 2005 UJ18     | ۲۲ اکتبر ۲۰۰۵   |
| ۱۵۲۳۲۷ | 2005 UV18     | ۲۲ اکتبر ۲۰۰۵   |
| ۱۵۲۳۲۸ | 2005 UM20     | ۲۲ اکتبر ۲۰۰۵   |
| ۱۵۲۳۲۹ | 2005 UR24     | ۲۳ اکتبر ۲۰۰۵   |
| ۱۵۲۳۳۰ | 2005 UT26     | ۲۳ اکتبر ۲۰۰۵   |
| ۱۵۲۳۳۱ | 2005 UW29     | ۲۳ اکتبر ۲۰۰۵   |
| ۱۵۲۳۳۲ | 2005 UC30     | ۲۳ اکتبر ۲۰۰۵   |
| ۱۵۲۳۳۳ | 2005 UC35     | ۲۴ اکتبر ۲۰۰۵   |
| ۱۵۲۳۳۴ | 2005 UC37     | ۲۴ اکتبر ۲۰۰۵   |
| ۱۵۲۳۳۵ | 2005 UZ42     | ۲۲ اکتبر ۲۰۰۵   |
| ۱۵۲۳۳۶ | 2005 UN51     | ۲۳ اکتبر ۲۰۰۵   |
| ۱۵۲۳۳۷ | 2005 UO55     | ۲۳ اکتبر ۲۰۰۵   |
| ۱۵۲۳۳۸ | 2005 UK61     | ۲۵ اکتبر ۲۰۰۵   |
| ۱۵۲۳۳۹ | 2005 UU61     | ۲۵ اکتبر ۲۰۰۵   |
| ۱۵۲۳۴۰ | 2005 UN63     | ۲۵ اکتبر ۲۰۰۵   |
| ۱۵۲۳۴۱ | 2005 UE67     | ۲۲ اکتبر ۲۰۰۵   |
| ۱۵۲۳۴۲ | 2005 UP73     | ۲۳ اکتبر ۲۰۰۵   |
| ۱۵۲۳۴۳ | 2005 UW73     | ۲۳ اکتبر ۲۰۰۵   |
| ۱۵۲۳۴۴ | 2005 UY75     | ۲۴ اکتبر ۲۰۰۵   |
| ۱۵۲۳۴۵ | 2005 UO79     | ۲۵ اکتبر ۲۰۰۵   |
| ۱۵۲۳۴۶ | 2005 UY79     | ۲۵ اکتبر ۲۰۰۵   |
| ۱۵۲۳۴۷ | 2005 UC83     | ۲۲ اکتبر ۲۰۰۵   |
| ۱۵۲۳۴۸ | 2005 UD83     | ۲۲ اکتبر ۲۰۰۵   |
| ۱۵۲۳۴۹ | 2005 UK84     | ۲۲ اکتبر ۲۰۰۵   |
| ۱۵۲۳۵۰ | 2005 UN87     | ۲۲ اکتبر ۲۰۰۵   |
| ۱۵۲۳۵۱ | 2005 UD97     | ۲۲ اکتبر ۲۰۰۵   |
| ۱۵۲۳۵۲ | 2005 UZ112    | ۲۲ اکتبر ۲۰۰۵   |
| ۱۵۲۳۵۳ | 2005 UZ114    | ۲۲ اکتبر ۲۰۰۵   |
| ۱۵۲۳۵۴ | 2005 UZ116    | ۲۳ اکتبر ۲۰۰۵   |
| ۱۵۲۳۵۵ | 2005 UC117    | ۲۳ اکتبر ۲۰۰۵   |
| ۱۵۲۳۵۶ | 2005 UO121    | ۲۴ اکتبر ۲۰۰۵   |
| ۱۵۲۳۵۷ | 2005 UE125    | ۲۴ اکتبر ۲۰۰۵   |
| ۱۵۲۳۵۸ | 2005 UG126    | ۲۴ اکتبر ۲۰۰۵   |
| ۱۵۲۳۵۹ | 2005 UM129    | ۲۴ اکتبر ۲۰۰۵   |
| ۱۵۲۳۶۰ | 2005 UM130    | ۲۴ اکتبر ۲۰۰۵   |
| ۱۵۲۳۶۱ | 2005 UX140    | ۲۵ اکتبر ۲۰۰۵   |
| ۱۵۲۳۶۲ | 2005 UD141    | ۲۵ اکتبر ۲۰۰۵   |
| ۱۵۲۳۶۳ | 2005 US141    | ۲۵ اکتبر ۲۰۰۵   |
| ۱۵۲۳۶۴ | 2005 UK142    | ۲۵ اکتبر ۲۰۰۵   |
| ۱۵۲۳۶۵ | 2005 UK143    | ۲۵ اکتبر ۲۰۰۵   |
| ۱۵۲۳۶۶ | 2005 UW150    | ۲۶ اکتبر ۲۰۰۵   |
| ۱۵۲۳۶۷ | 2005 UN155    | ۲۶ اکتبر ۲۰۰۵   |
| ۱۵۲۳۶۸ | 2005 UM158    | ۲۸ اکتبر ۲۰۰۵   |
| ۱۵۲۳۶۹ | 2005 UO159    | ۲۱ اکتبر ۲۰۰۵   |
| ۱۵۲۳۷۰ | 2005 UZ159    | ۲۲ اکتبر ۲۰۰۵   |
| ۱۵۲۳۷۱ | 2005 UN162    | ۲۷ اکتبر ۲۰۰۵   |
| ۱۵۲۳۷۲ | 2005 UT169    | ۲۴ اکتبر ۲۰۰۵   |
| ۱۵۲۳۷۳ | 2005 UG171    | ۲۴ اکتبر ۲۰۰۵   |
| ۱۵۲۳۷۴ | 2005 UH173    | ۲۴ اکتبر ۲۰۰۵   |
| ۱۵۲۳۷۵ | 2005 UW173    | ۲۴ اکتبر ۲۰۰۵   |
| ۱۵۲۳۷۶ | 2005 UO180    | ۲۴ اکتبر ۲۰۰۵   |
| ۱۵۲۳۷۷ | 2005 UT182    | ۲۴ اکتبر ۲۰۰۵   |
| ۱۵۲۳۷۸ | 2005 UK184    | ۲۵ اکتبر ۲۰۰۵   |
| ۱۵۲۳۷۹ | 2005 UW184    | ۲۵ اکتبر ۲۰۰۵   |
| ۱۵۲۳۸۰ | 2005 UB202    | ۲۵ اکتبر ۲۰۰۵   |
| ۱۵۲۳۸۱ | 2005 UK205    | ۲۶ اکتبر ۲۰۰۵   |
| ۱۵۲۳۸۲ | 2005 UO205    | ۲۶ اکتبر ۲۰۰۵   |
| ۱۵۲۳۸۳ | 2005 UW205    | ۲۶ اکتبر ۲۰۰۵   |
| ۱۵۲۳۸۴ | 2005 UH206    | ۲۷ اکتبر ۲۰۰۵   |
| ۱۵۲۳۸۵ | 2005 UE216    | ۲۵ اکتبر ۲۰۰۵   |
| ۱۵۲۳۸۶ | 2005 UB217    | ۲۷ اکتبر ۲۰۰۵   |
| ۱۵۲۳۸۷ | 2005 UD226    | ۲۵ اکتبر ۲۰۰۵   |
| ۱۵۲۳۸۸ | 2005 UF226    | ۲۵ اکتبر ۲۰۰۵   |
| ۱۵۲۳۸۹ | 2005 US228    | ۲۵ اکتبر ۲۰۰۵   |
| ۱۵۲۳۹۰ | 2005 UJ237    | ۲۵ اکتبر ۲۰۰۵   |
| ۱۵۲۳۹۱ | 2005 UU243    | ۲۵ اکتبر ۲۰۰۵   |
| ۱۵۲۳۹۲ | 2005 UH245    | ۲۵ اکتبر ۲۰۰۵   |
| ۱۵۲۳۹۳ | 2005 UL245    | ۲۵ اکتبر ۲۰۰۵   |
| ۱۵۲۳۹۴ | 2005 UN250    | ۲۳ اکتبر ۲۰۰۵   |
| ۱۵۲۳۹۵ | 2005 UJ253    | ۲۷ اکتبر ۲۰۰۵   |
| ۱۵۲۳۹۶ | 2005 UB270    | ۲۸ اکتبر ۲۰۰۵   |
| ۱۵۲۳۹۷ | 2005 UC271    | ۲۸ اکتبر ۲۰۰۵   |
| ۱۵۲۳۹۸ | 2005 UP282    | ۲۶ اکتبر ۲۰۰۵   |
| ۱۵۲۳۹۹ | 2005 UT287    | ۲۶ اکتبر ۲۰۰۵   |
| ۱۵۲۴۰۰ | 2005 UN293    | ۲۶ اکتبر ۲۰۰۵   |
| ۱۵۲۴۰۱ | 2005 UQ294    | ۲۶ اکتبر ۲۰۰۵   |
| ۱۵۲۴۰۲ | 2005 US299    | ۲۶ اکتبر ۲۰۰۵   |
| ۱۵۲۴۰۳ | 2005 UT307    | ۲۷ اکتبر ۲۰۰۵   |
| ۱۵۲۴۰۴ | 2005 UE313    | ۲۹ اکتبر ۲۰۰۵   |
| ۱۵۲۴۰۵ | 2005 UF316    | ۲۵ اکتبر ۲۰۰۵   |
| ۱۵۲۴۰۶ | 2005 UM319    | ۲۷ اکتبر ۲۰۰۵   |
| ۱۵۲۴۰۷ | 2005 UD322    | ۲۷ اکتبر ۲۰۰۵   |
| ۱۵۲۴۰۸ | 2005 US322    | ۲۸ اکتبر ۲۰۰۵   |
| ۱۵۲۴۰۹ | 2005 US323    | ۲۸ اکتبر ۲۰۰۵   |
| ۱۵۲۴۱۰ | 2005 UY333    | ۲۹ اکتبر ۲۰۰۵   |
| ۱۵۲۴۱۱ | 2005 UE340    | ۳۱ اکتبر ۲۰۰۵   |
| ۱۵۲۴۱۲ | 2005 UA343    | ۳۱ اکتبر ۲۰۰۵   |
| ۱۵۲۴۱۳ | 2005 UG345    | ۲۹ اکتبر ۲۰۰۵   |
| ۱۵۲۴۱۴ | 2005 UW349    | ۲۷ اکتبر ۲۰۰۵   |
| ۱۵۲۴۱۵ | 2005 UT357    | ۳۱ اکتبر ۲۰۰۵   |
| ۱۵۲۴۱۶ | 2005 UW365    | ۲۷ اکتبر ۲۰۰۵   |
| ۱۵۲۴۱۷ | 2005 UX373    | ۲۷ اکتبر ۲۰۰۵   |
| ۱۵۲۴۱۸ | 2005 UX381    | ۲۵ اکتبر ۲۰۰۵   |
| ۱۵۲۴۱۹ | 2005 UG382    | ۲۶ اکتبر ۲۰۰۵   |
| ۱۵۲۴۲۰ | 2005 UH383    | ۲۷ اکتبر ۲۰۰۵   |
| ۱۵۲۴۲۱ | 2005 UK384    | ۲۷ اکتبر ۲۰۰۵   |
| ۱۵۲۴۲۲ | 2005 UE386    | ۳۰ اکتبر ۲۰۰۵   |
| ۱۵۲۴۲۳ | 2005 UK386    | ۳۰ اکتبر ۲۰۰۵   |
| ۱۵۲۴۲۴ | 2005 UJ393    | ۲۷ اکتبر ۲۰۰۵   |
| ۱۵۲۴۲۵ | 2005 UL396    | ۲۶ اکتبر ۲۰۰۵   |
| ۱۵۲۴۲۶ | 2005 UW396    | ۲۷ اکتبر ۲۰۰۵   |
| ۱۵۲۴۲۷ | 2005 UM397    | ۲۸ اکتبر ۲۰۰۵   |
| ۱۵۲۴۲۸ | 2005 UY397    | ۳۰ اکتبر ۲۰۰۵   |
| ۱۵۲۴۲۹ | 2005 UO398    | ۳۰ اکتبر ۲۰۰۵   |
| ۱۵۲۴۳۰ | 2005 UX406    | ۳۰ اکتبر ۲۰۰۵   |
| ۱۵۲۴۳۱ | 2005 UV408    | ۳۱ اکتبر ۲۰۰۵   |
| ۱۵۲۴۳۲ | 2005 UZ414    | ۲۵ اکتبر ۲۰۰۵   |
| ۱۵۲۴۳۳ | 2005 UO438    | ۲۸ اکتبر ۲۰۰۵   |
| ۱۵۲۴۳۴ | 2005 UV438    | ۲۸ اکتبر ۲۰۰۵   |
| ۱۵۲۴۳۵ | 2005 UJ439    | ۲۹ اکتبر ۲۰۰۵   |
| ۱۵۲۴۳۶ | 2005 UA440    | ۲۹ اکتبر ۲۰۰۵   |
| ۱۵۲۴۳۷ | 2005 UM442    | ۲۹ اکتبر ۲۰۰۵   |
| ۱۵۲۴۳۸ | 2005 UO442    | ۲۹ اکتبر ۲۰۰۵   |
| ۱۵۲۴۳۹ | 2005 UP446    | ۲۹ اکتبر ۲۰۰۵   |
| ۱۵۲۴۴۰ | 2005 UN447    | ۲۹ اکتبر ۲۰۰۵   |
| ۱۵۲۴۴۱ | 2005 UE449    | ۳۰ اکتبر ۲۰۰۵   |
| ۱۵۲۴۴۲ | 2005 US455    | ۲۹ اکتبر ۲۰۰۵   |
| ۱۵۲۴۴۳ | 2005 UY460    | ۲۸ اکتبر ۲۰۰۵   |
| ۱۵۲۴۴۴ | 2005 UV468    | ۳۰ اکتبر ۲۰۰۵   |
| ۱۵۲۴۴۵ | 2005 UF473    | ۳۰ اکتبر ۲۰۰۵   |
| ۱۵۲۴۴۶ | 2005 UQ476    | ۲۴ اکتبر ۲۰۰۵   |
| ۱۵۲۴۴۷ | 2005 US476    | ۲۴ اکتبر ۲۰۰۵   |
| ۱۵۲۴۴۸ | 2005 UZ484    | ۲۲ اکتبر ۲۰۰۵   |
| ۱۵۲۴۴۹ | 2005 UK491    | ۲۴ اکتبر ۲۰۰۵   |
| ۱۵۲۴۵۰ | 2005 UK496    | ۲۶ اکتبر ۲۰۰۵   |
| ۱۵۲۴۵۱ | 2005 UA501    | ۲۷ اکتبر ۲۰۰۵   |
| ۱۵۲۴۵۲ | 2005 UB501    | ۲۷ اکتبر ۲۰۰۵   |
| ۱۵۲۴۵۳ | 2005 UP501    | ۲۷ اکتبر ۲۰۰۵   |
| ۱۵۲۴۵۴ | 2005 VS2      | ۳ نوامبر ۲۰۰۵   |
| ۱۵۲۴۵۵ | 2005 VN7      | ۱۱ نوامبر ۲۰۰۵  |
| ۱۵۲۴۵۶ | 2005 VF8      | ۱ نوامبر ۲۰۰۵   |
| ۱۵۲۴۵۷ | 2005 VT13     | ۳ نوامبر ۲۰۰۵   |
| ۱۵۲۴۵۸ | 2005 VY13     | ۳ نوامبر ۲۰۰۵   |
| ۱۵۲۴۵۹ | 2005 VG15     | ۱ نوامبر ۲۰۰۵   |
| ۱۵۲۴۶۰ | 2005 VY16     | ۳ نوامبر ۲۰۰۵   |
| ۱۵۲۴۶۱ | 2005 VL43     | ۵ نوامبر ۲۰۰۵   |
| ۱۵۲۴۶۲ | 2005 VF71     | ۱ نوامبر ۲۰۰۵   |
| ۱۵۲۴۶۳ | 2005 VE77     | ۴ نوامبر ۲۰۰۵   |
| ۱۵۲۴۶۴ | 2005 VD81     | ۵ نوامبر ۲۰۰۵   |
| ۱۵۲۴۶۵ | 2005 VJ96     | ۷ نوامبر ۲۰۰۵   |
| ۱۵۲۴۶۶ | 2005 VJ106    | ۱ نوامبر ۲۰۰۵   |
| ۱۵۲۴۶۷ | 2005 VC114    | ۱۰ نوامبر ۲۰۰۵  |
| ۱۵۲۴۶۸ | 2005 VN114    | ۱۰ نوامبر ۲۰۰۵  |
| ۱۵۲۴۶۹ | 2005 VG124    | ۶ نوامبر ۲۰۰۵   |
| ۱۵۲۴۶۹ | 2005 WJ       | ۱۹ نوامبر ۲۰۰۵  |
| ۱۵۲۴۷۱ | 2005 WE1      | ۲۱ نوامبر ۲۰۰۵  |
| ۱۵۲۴۷۲ | 2005 WZ3      | ۲۳ نوامبر ۲۰۰۵  |
| ۱۵۲۴۷۳ | 2005 WS4      | ۲۰ نوامبر ۲۰۰۵  |
| ۱۵۲۴۷۴ | 2005 WY5      | ۲۱ نوامبر ۲۰۰۵  |
| ۱۵۲۴۷۵ | 2005 WD10     | ۲۱ نوامبر ۲۰۰۵  |
| ۱۵۲۴۷۶ | 2005 WH19     | ۲۴ نوامبر ۲۰۰۵  |
| ۱۵۲۴۷۷ | 2005 WE25     | ۲۱ نوامبر ۲۰۰۵  |
| ۱۵۲۴۷۸ | 2005 WP30     | ۲۱ نوامبر ۲۰۰۵  |
| ۱۵۲۴۷۹ | 2005 WF33     | ۲۱ نوامبر ۲۰۰۵  |
| ۱۵۲۴۸۰ | 2005 WB56     | ۲۵ نوامبر ۲۰۰۵  |
| ۱۵۲۴۸۱ | 2005 WY57     | ۳۰ نوامبر ۲۰۰۵  |
| ۱۵۲۴۸۲ | 2005 WG59     | ۲۱ نوامبر ۲۰۰۵  |
| ۱۵۲۴۸۳ | 2005 WV59     | ۲۵ نوامبر ۲۰۰۵  |
| ۱۵۲۴۸۴ | 2005 WX59     | ۲۶ نوامبر ۲۰۰۵  |
| ۱۵۲۴۸۵ | 2005 WD64     | ۲۵ نوامبر ۲۰۰۵  |
| ۱۵۲۴۸۶ | 2005 WJ74     | ۲۷ نوامبر ۲۰۰۵  |
| ۱۵۲۴۸۷ | 2005 WD77     | ۲۵ نوامبر ۲۰۰۵  |
| ۱۵۲۴۸۸ | 2005 WA79     | ۲۵ نوامبر ۲۰۰۵  |
| ۱۵۲۴۸۹ | 2005 WE89     | ۲۵ نوامبر ۲۰۰۵  |
| ۱۵۲۴۹۰ | 2005 WX89     | ۲۶ نوامبر ۲۰۰۵  |
| ۱۵۲۴۹۱ | 2005 WX90     | ۲۸ نوامبر ۲۰۰۵  |
| ۱۵۲۴۹۲ | 2005 WM91     | ۲۸ نوامبر ۲۰۰۵  |
| ۱۵۲۴۹۳ | 2005 WE92     | ۲۵ نوامبر ۲۰۰۵  |
| ۱۵۲۴۹۴ | 2005 WK100    | ۲۸ نوامبر ۲۰۰۵  |
| ۱۵۲۴۹۵ | 2005 WH104    | ۲۸ نوامبر ۲۰۰۵  |
| ۱۵۲۴۹۶ | 2005 WA106    | ۲۹ نوامبر ۲۰۰۵  |
| ۱۵۲۴۹۷ | 2005 WJ120    | ۲۹ نوامبر ۲۰۰۵  |
| ۱۵۲۴۹۸ | 2005 WS123    | ۲۵ نوامبر ۲۰۰۵  |
| ۱۵۲۴۹۹ | 2005 WO155    | ۲۹ نوامبر ۲۰۰۵  |
| ۱۵۲۵۰۰ | 2005 WX165    | ۲۹ نوامبر ۲۰۰۵  |
| ۱۵۲۵۰۱ | 2005 WD168    | ۳۰ نوامبر ۲۰۰۵  |
| ۱۵۲۵۰۲ | 2005 WO181    | ۲۵ نوامبر ۲۰۰۵  |
| ۱۵۲۵۰۳ | 2005 WW182    | ۲۶ نوامبر ۲۰۰۵  |
| ۱۵۲۵۰۴ | 2005 WS184    | ۲۹ نوامبر ۲۰۰۵  |
| ۱۵۲۵۰۵ | 2005 WD185    | ۲۹ نوامبر ۲۰۰۵  |
| ۱۵۲۵۰۶ | 2005 XN1      | ۴ دسامبر ۲۰۰۵   |
| ۱۵۲۵۰۷ | 2005 XZ3      | ۱ دسامبر ۲۰۰۵   |
| ۱۵۲۵۰۸ | 2005 XZ4      | ۵ دسامبر ۲۰۰۵   |
| ۱۵۲۵۰۹ | 2005 XE39     | ۵ دسامبر ۲۰۰۵   |
| ۱۵۲۵۱۰ | 2005 XA64     | ۶ دسامبر ۲۰۰۵   |
| ۱۵۲۵۱۱ | 2005 YC1      | ۲۱ دسامبر ۲۰۰۵  |
| ۱۵۲۵۱۲ | 2005 YF1      | ۲۱ دسامبر ۲۰۰۵  |
| ۱۵۲۵۱۳ | 2005 YQ49     | ۲۳ دسامبر ۲۰۰۵  |
| ۱۵۲۵۱۴ | 2005 YJ137    | ۲۶ دسامبر ۲۰۰۵  |
| ۱۵۲۵۱۵ | 2005 YO186    | ۲۹ دسامبر ۲۰۰۵  |
| ۱۵۲۵۱۶ | 2006 AG70     | ۶ ژانویه ۲۰۰۶   |
| ۱۵۲۵۱۷ | 2006 AD72     | ۶ ژانویه ۲۰۰۶   |
| ۱۵۲۵۱۸ | 2006 BH47     | ۲۵ ژانویه ۲۰۰۶  |
| ۱۵۲۵۱۹ | 2006 CT61     | ۳ فوریه ۲۰۰۶    |
| ۱۵۲۵۲۰ | 2006 GQ47     | ۹ آوریل ۲۰۰۶    |
| ۱۵۲۵۲۱ | 2006 KU1      | ۲۱ مه ۲۰۰۶      |
| ۱۵۲۵۲۲ | 2006 SQ48     | ۱۷ سپتامبر ۲۰۰۶ |
| ۱۵۲۵۲۳ | 2006 UH55     | ۱۷ اکتبر ۲۰۰۶   |
| ۱۵۲۵۲۴ | 2006 UZ67     | ۱۶ اکتبر ۲۰۰۶   |
| ۱۵۲۵۲۵ | 2006 VU54     | ۱۱ نوامبر ۲۰۰۶  |
| ۱۵۲۵۲۶ | 2006 VG58     | ۱۱ نوامبر ۲۰۰۶  |
| ۱۵۲۵۲۷ | 2006 VC62     | ۱۱ نوامبر ۲۰۰۶  |
| ۱۵۲۵۲۸ | 2006 VU124    | ۱۴ نوامبر ۲۰۰۶  |
| ۱۵۲۵۲۹ | 2006 XS6      | ۹ دسامبر ۲۰۰۶   |
| ۱۵۲۵۳۰ | 2006 YY14     | ۱۶ دسامبر ۲۰۰۶  |
| ۱۵۲۵۳۱ | 2006 YY47     | ۲۴ دسامبر ۲۰۰۶  |
| ۱۵۲۵۳۲ | 2007 AP20     | ۱۰ ژانویه ۲۰۰۷  |
| ۱۵۲۵۳۳ | 2007 AL26     | ۸ ژانویه ۲۰۰۷   |
| ۱۵۲۵۳۴ | 2007 BZ7      | ۲۴ ژانویه ۲۰۰۷  |
| ۱۵۲۵۳۵ | 2007 BR8      | ۱۶ ژانویه ۲۰۰۷  |
| ۱۵۲۵۳۵ | 4265 P-L      | ۲۴ سپتامبر ۱۹۶۰ |
| ۱۵۲۵۳۷ | 2056 T-1      | ۲۵ مارس ۱۹۷۱    |
| ۱۵۲۵۳۸ | 3035 T-1      | ۲۶ مارس ۱۹۷۱    |
| ۱۵۲۵۳۹ | 3194 T-1      | ۲۶ مارس ۱۹۷۱    |
| ۱۵۲۵۴۰ | 4358 T-1      | ۲۶ مارس ۱۹۷۱    |
| ۱۵۲۵۴۱ | 1140 T-2      | ۲۹ سپتامبر ۱۹۷۳ |
| ۱۵۲۵۴۲ | 3135 T-2      | ۳۰ سپتامبر ۱۹۷۳ |
| ۱۵۲۵۴۳ | 3420 T-2      | ۳۰ سپتامبر ۱۹۷۳ |
| ۱۵۲۵۴۴ | 4427 T-2      | ۳۰ سپتامبر ۱۹۷۳ |
| ۱۵۲۵۴۵ | 4473 T-2      | ۳۰ سپتامبر ۱۹۷۳ |
| ۱۵۲۵۴۶ | 4729 T-2      | ۳۰ سپتامبر ۱۹۷۳ |
| ۱۵۲۵۴۷ | 5052 T-2      | ۲۵ سپتامبر ۱۹۷۳ |
| ۱۵۲۵۴۸ | 5085 T-2      | ۲۵ سپتامبر ۱۹۷۳ |
| ۱۵۲۵۴۹ | 1119 T-3      | ۱۷ اکتبر ۱۹۷۷   |
| ۱۵۲۵۵۰ | 2677 T-3      | ۱۱ اکتبر ۱۹۷۷   |
| ۱۵۲۵۵۱ | 3190 T-3      | ۱۶ اکتبر ۱۹۷۷   |
| ۱۵۲۵۵۲ | 3810 T-3      | ۱۶ اکتبر ۱۹۷۷   |
| ۱۵۲۵۵۳ | 4264 T-3      | ۱۶ اکتبر ۱۹۷۷   |
| ۱۵۲۵۵۴ | 4320 T-3      | ۱۶ اکتبر ۱۹۷۷   |
| ۱۵۲۵۵۵ | 1975 SD1      | ۳۰ سپتامبر ۱۹۷۵ |
| ۱۵۲۵۵۶ | 1980 FK4      | ۱۶ مارس ۱۹۸۰    |
| ۱۵۲۵۵۷ | 1981 ED29     | ۱ مارس ۱۹۸۱     |
| ۱۵۲۵۵۷ | 1990 SA       | ۱۶ سپتامبر ۱۹۹۰ |
| ۱۵۲۵۵۹ | Bodelschwingh | ۱۲ اکتبر ۱۹۹۰   |
| ۱۵۲۵۵۹ | 1991 BN       | ۱۹ ژانویه ۱۹۹۱  |
| ۱۵۲۵۵۹ | 1991 RB       | ۴ سپتامبر ۱۹۹۱  |
| ۱۵۲۵۶۲ | 1991 RO42     | ۱۳ سپتامبر ۱۹۹۱ |
| ۱۵۲۵۶۲ | 1992 BF       | ۳۰ ژانویه ۱۹۹۲  |
| ۱۵۲۵۶۲ | 1992 HF       | ۲۴ آوریل ۱۹۹۲   |
| ۱۵۲۵۶۵ | 1992 SH11     | ۲۸ سپتامبر ۱۹۹۲ |
| ۱۵۲۵۶۶ | 1993 FH17     | ۱۷ مارس ۱۹۹۳    |
| ۱۵۲۵۶۷ | 1993 FF32     | ۱۹ مارس ۱۹۹۳    |
| ۱۵۲۵۶۸ | 1993 FN33     | ۱۹ مارس ۱۹۹۳    |
| ۱۵۲۵۶۹ | 1993 FH50     | ۱۹ مارس ۱۹۹۳    |
| ۱۵۲۵۷۰ | 1993 FL69     | ۲۱ مارس ۱۹۹۳    |
| ۱۵۲۵۷۱ | 1993 QG9      | ۲۰ اوت ۱۹۹۳     |
| ۱۵۲۵۷۲ | 1993 TE23     | ۹ اکتبر ۱۹۹۳    |
| ۱۵۲۵۷۳ | 1993 TG32     | ۹ اکتبر ۱۹۹۳    |
| ۱۵۲۵۷۴ | 1994 CR9      | ۷ فوریه ۱۹۹۴    |
| ۱۵۲۵۷۴ | 1994 GY       | ۱۴ آوریل ۱۹۹۴   |
| ۱۵۲۵۷۶ | 1994 NR2      | ۱۱ ژوئیه ۱۹۹۴   |
| ۱۵۲۵۷۷ | 1994 PA10     | ۱۰ اوت ۱۹۹۴     |
| ۱۵۲۵۷۸ | 1994 PU11     | ۱۰ اوت ۱۹۹۴     |
| ۱۵۲۵۷۹ | 1994 PJ37     | ۱۰ اوت ۱۹۹۴     |
| ۱۵۲۵۸۰ | 1994 SL1      | ۲۷ سپتامبر ۱۹۹۴ |
| ۱۵۲۵۸۱ | 1994 SE5      | ۲۸ سپتامبر ۱۹۹۴ |
| ۱۵۲۵۸۲ | 1994 SL6      | ۲۸ سپتامبر ۱۹۹۴ |
| ۱۵۲۵۸۲ | 1994 TF       | ۴ اکتبر ۱۹۹۴    |
| ۱۵۲۵۸۴ | 1994 UU5      | ۲۸ اکتبر ۱۹۹۴   |
| ۱۵۲۵۸۵ | 1994 WM7      | ۲۸ نوامبر ۱۹۹۴  |
| ۱۵۲۵۸۶ | 1994 WZ7      | ۲۸ نوامبر ۱۹۹۴  |
| ۱۵۲۵۸۷ | 1994 XH4      | ۴ دسامبر ۱۹۹۴   |
| ۱۵۲۵۸۸ | 1995 EY4      | ۲ مارس ۱۹۹۵     |
| ۱۵۲۵۸۹ | 1995 ME3      | ۲۵ ژوئن ۱۹۹۵    |
| ۱۵۲۵۹۰ | 1995 OC1      | ۳۰ ژوئیه ۱۹۹۵   |
| ۱۵۲۵۹۱ | 1995 QZ6      | ۲۲ اوت ۱۹۹۵     |
| ۱۵۲۵۹۲ | 1995 SK1      | ۲۲ سپتامبر ۱۹۹۵ |
| ۱۵۲۵۹۳ | 1995 SM40     | ۲۵ سپتامبر ۱۹۹۵ |
| ۱۵۲۵۹۴ | 1995 SV45     | ۲۶ سپتامبر ۱۹۹۵ |
| ۱۵۲۵۹۵ | 1995 SA51     | ۲۶ سپتامبر ۱۹۹۵ |
| ۱۵۲۵۹۶ | 1995 SO70     | ۱۸ سپتامبر ۱۹۹۵ |
| ۱۵۲۵۹۷ | 1995 TP6      | ۱۵ اکتبر ۱۹۹۵   |
| ۱۵۲۵۹۸ | 1995 TE7      | ۱۵ اکتبر ۱۹۹۵   |
| ۱۵۲۵۹۹ | 1995 UX10     | ۱۷ اکتبر ۱۹۹۵   |
| ۱۵۲۶۰۰ | 1995 US13     | ۱۷ اکتبر ۱۹۹۵   |
| ۱۵۲۶۰۱ | 1995 UV37     | ۲۲ اکتبر ۱۹۹۵   |
| ۱۵۲۶۰۲ | 1995 UF54     | ۲۲ اکتبر ۱۹۹۵   |
| ۱۵۲۶۰۳ | 1995 VF2      | ۱۴ نوامبر ۱۹۹۵  |
| ۱۵۲۶۰۴ | 1995 VJ16     | ۱۵ نوامبر ۱۹۹۵  |
| ۱۵۲۶۰۵ | 1995 WG10     | ۱۶ نوامبر ۱۹۹۵  |
| ۱۵۲۶۰۶ | 1995 WL19     | ۱۷ نوامبر ۱۹۹۵  |
| ۱۵۲۶۰۷ | 1995 YE20     | ۲۳ دسامبر ۱۹۹۵  |
| ۱۵۲۶۰۸ | 1996 AO7      | ۱۲ ژانویه ۱۹۹۶  |
| ۱۵۲۶۰۹ | 1996 BJ7      | ۱۹ ژانویه ۱۹۹۶  |
| ۱۵۲۶۱۰ | 1996 BK17     | ۲۲ ژانویه ۱۹۹۶  |
| ۱۵۲۶۱۱ | 1996 ES7      | ۱۱ مارس ۱۹۹۶    |
| ۱۵۲۶۱۲ | 1996 EW8      | ۱۲ مارس ۱۹۹۶    |
| ۱۵۲۶۱۳ | 1996 FH14     | ۱۹ مارس ۱۹۹۶    |
| ۱۵۲۶۱۴ | 1996 GB8      | ۱۲ آوریل ۱۹۹۶   |
| ۱۵۲۶۱۵ | 1996 GL16     | ۱۴ آوریل ۱۹۹۶   |
| ۱۵۲۶۱۶ | 1996 HG19     | ۱۸ آوریل ۱۹۹۶   |
| ۱۵۲۶۱۷ | 1996 JR14     | ۱۲ مه ۱۹۹۶      |
| ۱۵۲۶۱۸ | 1996 MJ1      | ۱۶ ژوئن ۱۹۹۶    |
| ۱۵۲۶۱۹ | 1996 RW6      | ۵ سپتامبر ۱۹۹۶  |
| ۱۵۲۶۲۰ | 1996 RX11     | ۸ سپتامبر ۱۹۹۶  |
| ۱۵۲۶۲۱ | 1996 RY11     | ۸ سپتامبر ۱۹۹۶  |
| ۱۵۲۶۲۲ | 1996 TS35     | ۱۱ اکتبر ۱۹۹۶   |
| ۱۵۲۶۲۳ | 1996 XL12     | ۴ دسامبر ۱۹۹۶   |
| ۱۵۲۶۲۴ | 1996 XS20     | ۵ دسامبر ۱۹۹۶   |
| ۱۵۲۶۲۵ | 1996 XQ23     | ۱۲ دسامبر ۱۹۹۶  |
| ۱۵۲۶۲۶ | 1997 CY11     | ۳ فوریه ۱۹۹۷    |
| ۱۵۲۶۲۶ | 1997 DF       | ۲۶ فوریه ۱۹۹۷   |
| ۱۵۲۶۲۸ | 1997 EF30     | ۹ مارس ۱۹۹۷     |
| ۱۵۲۶۲۹ | 1997 EH32     | ۱۱ مارس ۱۹۹۷    |
| ۱۵۲۶۳۰ | 1997 GP4      | ۷ آوریل ۱۹۹۷    |
| ۱۵۲۶۳۱ | 1997 GO5      | ۸ آوریل ۱۹۹۷    |
| ۱۵۲۶۳۲ | 1997 GG16     | ۳ آوریل ۱۹۹۷    |
| ۱۵۲۶۳۳ | 1997 GO35     | ۶ آوریل ۱۹۹۷    |
| ۱۵۲۶۳۳ | 1997 HN       | ۲۸ آوریل ۱۹۹۷   |
| ۱۵۲۶۳۵ | 1997 JF8      | ۱ مه ۱۹۹۷       |
| ۱۵۲۶۳۶ | 1997 KR2      | ۲۹ مه ۱۹۹۷      |
| ۱۵۲۶۳۷ | 1997 NC1      | ۵ ژوئیه ۱۹۹۷    |
| ۱۵۲۶۳۸ | 1997 OD2      | ۲۹ ژوئیه ۱۹۹۷   |
| ۱۵۲۶۳۸ | 1997 PT       | ۳ اوت ۱۹۹۷      |
| ۱۵۲۶۴۰ | 1997 PP3      | ۵ اوت ۱۹۹۷      |
| ۱۵۲۶۴۱ | 1997 RJ3      | ۵ سپتامبر ۱۹۹۷  |
| ۱۵۲۶۴۲ | 1997 RV9      | ۱۰ سپتامبر ۱۹۹۷ |
| ۱۵۲۶۴۳ | 1997 SP6      | ۲۳ سپتامبر ۱۹۹۷ |
| ۱۵۲۶۴۴ | 1997 SZ6      | ۲۳ سپتامبر ۱۹۹۷ |
| ۱۵۲۶۴۵ | 1997 SN18     | ۲۸ سپتامبر ۱۹۹۷ |
| ۱۵۲۶۴۶ | 1997 SM33     | ۲۳ سپتامبر ۱۹۹۷ |
| ۱۵۲۶۴۷ | Rinako        | ۲۹ اکتبر ۱۹۹۷   |
| ۱۵۲۶۴۸ | 1997 UL20     | ۲۸ اکتبر ۱۹۹۷   |
| ۱۵۲۶۴۹ | 1997 UX22     | ۲۵ اکتبر ۱۹۹۷   |
| ۱۵۲۶۵۰ | 1997 VR5      | ۸ نوامبر ۱۹۹۷   |
| ۱۵۲۶۵۱ | 1997 VN8      | ۱ نوامبر ۱۹۹۷   |
| ۱۵۲۶۵۲ | 1997 WG8      | ۲۰ نوامبر ۱۹۹۷  |
| ۱۵۲۶۵۳ | 1997 WV10     | ۲۲ نوامبر ۱۹۹۷  |
| ۱۵۲۶۵۴ | 1997 WB15     | ۲۳ نوامبر ۱۹۹۷  |
| ۱۵۲۶۵۵ | 1997 WL18     | ۲۳ نوامبر ۱۹۹۷  |
| ۱۵۲۶۵۶ | 1997 WC29     | ۲۹ نوامبر ۱۹۹۷  |
| ۱۵۲۶۵۷ | 1997 XO2      | ۴ دسامبر ۱۹۹۷   |
| ۱۵۲۶۵۸ | 1997 XG6      | ۵ دسامبر ۱۹۹۷   |
| ۱۵۲۶۵۹ | 1997 XQ9      | ۴ دسامبر ۱۹۹۷   |
| ۱۵۲۶۵۹ | 1998 CW       | ۵ فوریه ۱۹۹۸    |
| ۱۵۲۶۶۱ | 1998 DS1      | ۲۰ فوریه ۱۹۹۸   |
| ۱۵۲۶۶۲ | 1998 DQ8      | ۲۱ فوریه ۱۹۹۸   |
| ۱۵۲۶۶۳ | 1998 DF32     | ۲۱ فوریه ۱۹۹۸   |
| ۱۵۲۶۶۴ | 1998 FW4      | ۲۰ مارس ۱۹۹۸    |
| ۱۵۲۶۶۵ | 1998 FG6      | ۱۸ مارس ۱۹۹۸    |
| ۱۵۲۶۶۶ | 1998 FN7      | ۲۰ مارس ۱۹۹۸    |
| ۱۵۲۶۶۷ | 1998 FR11     | ۲۴ مارس ۱۹۹۸    |
| ۱۵۲۶۶۸ | 1998 FS59     | ۲۰ مارس ۱۹۹۸    |
| ۱۵۲۶۶۹ | 1998 FK135    | ۲۲ مارس ۱۹۹۸    |
| ۱۵۲۶۷۰ | 1998 GN3      | ۲ آوریل ۱۹۹۸    |
| ۱۵۲۶۷۱ | 1998 HL3      | ۲۱ آوریل ۱۹۹۸   |
| ۱۵۲۶۷۲ | 1998 HS5      | ۲۱ آوریل ۱۹۹۸   |
| ۱۵۲۶۷۳ | 1998 HU14     | ۱۷ آوریل ۱۹۹۸   |
| ۱۵۲۶۷۴ | 1998 HB50     | ۲۷ آوریل ۱۹۹۸   |
| ۱۵۲۶۷۵ | 1998 HS59     | ۲۱ آوریل ۱۹۹۸   |
| ۱۵۲۶۷۶ | 1998 HT96     | ۲۱ آوریل ۱۹۹۸   |
| ۱۵۲۶۷۷ | 1998 HA114    | ۲۳ آوریل ۱۹۹۸   |
| ۱۵۲۶۷۸ | 1998 HE126    | ۲۳ آوریل ۱۹۹۸   |
| ۱۵۲۶۷۹ | 1998 KU2      | ۲۲ مه ۱۹۹۸      |
| ۱۵۲۶۸۰ | 1998 KJ9      | ۲۷ مه ۱۹۹۸      |
| ۱۵۲۶۸۱ | 1998 KY10     | ۲۲ مه ۱۹۹۸      |
| ۱۵۲۶۸۲ | 1998 KT21     | ۲۲ مه ۱۹۹۸      |
| ۱۵۲۶۸۳ | 1998 KT23     | ۲۲ مه ۱۹۹۸      |
| ۱۵۲۶۸۴ | 1998 KV26     | ۳۰ مه ۱۹۹۸      |
| ۱۵۲۶۸۴ | 1998 MZ       | ۱۸ ژوئن ۱۹۹۸    |
| ۱۵۲۶۸۶ | 1998 QG42     | ۱۷ اوت ۱۹۹۸     |
| ۱۵۲۶۸۷ | 1998 QP58     | ۳۰ اوت ۱۹۹۸     |
| ۱۵۲۶۸۸ | 1998 QE61     | ۲۳ اوت ۱۹۹۸     |
| ۱۵۲۶۸۹ | 1998 QC63     | ۳۰ اوت ۱۹۹۸     |
| ۱۵۲۶۹۰ | 1998 QS75     | ۲۴ اوت ۱۹۹۸     |
| ۱۵۲۶۹۱ | 1998 QJ103    | ۲۶ اوت ۱۹۹۸     |
| ۱۵۲۶۹۲ | 1998 QN111    | ۳۰ اوت ۱۹۹۸     |
| ۱۵۲۶۹۳ | 1998 RM4      | ۱۴ سپتامبر ۱۹۹۸ |
| ۱۵۲۶۹۴ | 1998 RX6      | ۱۲ سپتامبر ۱۹۹۸ |
| ۱۵۲۶۹۵ | 1998 RN15     | ۱۵ سپتامبر ۱۹۹۸ |
| ۱۵۲۶۹۶ | 1998 RO52     | ۱۴ سپتامبر ۱۹۹۸ |
| ۱۵۲۶۹۷ | 1998 RU53     | ۱۴ سپتامبر ۱۹۹۸ |
| ۱۵۲۶۹۸ | 1998 RG58     | ۱۴ سپتامبر ۱۹۹۸ |
| ۱۵۲۶۹۹ | 1998 RM60     | ۱۴ سپتامبر ۱۹۹۸ |
| ۱۵۲۷۰۰ | 1998 RN65     | ۱۴ سپتامبر ۱۹۹۸ |
| ۱۵۲۷۰۱ | 1998 RF69     | ۱۴ سپتامبر ۱۹۹۸ |
| ۱۵۲۷۰۲ | 1998 RE73     | ۱۴ سپتامبر ۱۹۹۸ |
| ۱۵۲۷۰۳ | 1998 RJ79     | ۱۴ سپتامبر ۱۹۹۸ |
| ۱۵۲۷۰۴ | 1998 SD4      | ۱۷ سپتامبر ۱۹۹۸ |
| ۱۵۲۷۰۵ | 1998 SY37     | ۲۳ سپتامبر ۱۹۹۸ |
| ۱۵۲۷۰۶ | 1998 SU54     | ۱۶ سپتامبر ۱۹۹۸ |
| ۱۵۲۷۰۷ | 1998 SM71     | ۲۱ سپتامبر ۱۹۹۸ |
| ۱۵۲۷۰۸ | 1998 SU81     | ۲۶ سپتامبر ۱۹۹۸ |
| ۱۵۲۷۰۹ | 1998 ST86     | ۲۶ سپتامبر ۱۹۹۸ |
| ۱۵۲۷۱۰ | 1998 SW86     | ۲۶ سپتامبر ۱۹۹۸ |
| ۱۵۲۷۱۱ | 1998 SZ97     | ۲۶ سپتامبر ۱۹۹۸ |
| ۱۵۲۷۱۲ | 1998 SE106    | ۲۶ سپتامبر ۱۹۹۸ |
| ۱۵۲۷۱۳ | 1998 SD114    | ۲۶ سپتامبر ۱۹۹۸ |
| ۱۵۲۷۱۴ | 1998 SB115    | ۲۶ سپتامبر ۱۹۹۸ |
| ۱۵۲۷۱۵ | 1998 SV120    | ۲۶ سپتامبر ۱۹۹۸ |
| ۱۵۲۷۱۶ | 1998 SR125    | ۲۶ سپتامبر ۱۹۹۸ |
| ۱۵۲۷۱۷ | 1998 SY157    | ۲۶ سپتامبر ۱۹۹۸ |
| ۱۵۲۷۱۸ | 1998 SK162    | ۲۶ سپتامبر ۱۹۹۸ |
| ۱۵۲۷۱۹ | 1998 TQ13     | ۱۳ اکتبر ۱۹۹۸   |
| ۱۵۲۷۲۰ | 1998 TF17     | ۱۴ اکتبر ۱۹۹۸   |
| ۱۵۲۷۲۱ | 1998 TU25     | ۱۴ اکتبر ۱۹۹۸   |
| ۱۵۲۷۲۲ | 1998 UG3      | ۲۰ اکتبر ۱۹۹۸   |
| ۱۵۲۷۲۳ | 1998 UM31     | ۲۲ اکتبر ۱۹۹۸   |
| ۱۵۲۷۲۴ | 1998 UW38     | ۲۸ اکتبر ۱۹۹۸   |
| ۱۵۲۷۲۵ | 1998 UL44     | ۱۷ اکتبر ۱۹۹۸   |
| ۱۵۲۷۲۶ | 1998 UT45     | ۲۴ اکتبر ۱۹۹۸   |
| ۱۵۲۷۲۷ | 1998 VW13     | ۱۰ نوامبر ۱۹۹۸  |
| ۱۵۲۷۲۸ | 1998 VR14     | ۱۰ نوامبر ۱۹۹۸  |
| ۱۵۲۷۲۹ | 1998 VJ20     | ۱۰ نوامبر ۱۹۹۸  |
| ۱۵۲۷۳۰ | 1998 VZ22     | ۱۰ نوامبر ۱۹۹۸  |
| ۱۵۲۷۳۱ | 1998 VU43     | ۱۵ نوامبر ۱۹۹۸  |
| ۱۵۲۷۳۲ | 1998 VN55     | ۱۳ نوامبر ۱۹۹۸  |
| ۱۵۲۷۳۳ | 1998 WL8      | ۲۵ نوامبر ۱۹۹۸  |
| ۱۵۲۷۳۴ | 1998 WR11     | ۲۱ نوامبر ۱۹۹۸  |
| ۱۵۲۷۳۵ | 1998 WS13     | ۲۱ نوامبر ۱۹۹۸  |
| ۱۵۲۷۳۶ | 1998 WX21     | ۱۸ نوامبر ۱۹۹۸  |
| ۱۵۲۷۳۷ | 1998 WF28     | ۱۸ نوامبر ۱۹۹۸  |
| ۱۵۲۷۳۸ | 1998 WM31     | ۱۹ نوامبر ۱۹۹۸  |
| ۱۵۲۷۳۹ | 1998 WC32     | ۲۱ نوامبر ۱۹۹۸  |
| ۱۵۲۷۴۰ | 1998 WW34     | ۱۸ نوامبر ۱۹۹۸  |
| ۱۵۲۷۴۱ | 1998 WT42     | ۱۶ نوامبر ۱۹۹۸  |
| ۱۵۲۷۴۲ | 1998 XE12     | ۱۴ دسامبر ۱۹۹۸  |
| ۱۵۲۷۴۳ | 1998 YK6      | ۲۲ دسامبر ۱۹۹۸  |
| ۱۵۲۷۴۴ | 1998 YC9      | ۲۳ دسامبر ۱۹۹۸  |
| ۱۵۲۷۴۵ | 1998 YN11     | ۲۴ دسامبر ۱۹۹۸  |
| ۱۵۲۷۴۶ | 1998 YH15     | ۲۲ دسامبر ۱۹۹۸  |
| ۱۵۲۷۴۷ | 1998 YK15     | ۲۲ دسامبر ۱۹۹۸  |
| ۱۵۲۷۴۸ | 1998 YF27     | ۲۸ دسامبر ۱۹۹۸  |
| ۱۵۲۷۴۹ | 1998 YB32     | ۱۷ دسامبر ۱۹۹۸  |
| ۱۵۲۷۵۰ | Brloh         | ۲۱ ژانویه ۱۹۹۹  |
| ۱۵۲۷۵۱ | 1999 BL27     | ۱۶ ژانویه ۱۹۹۹  |
| ۱۵۲۷۵۲ | 1999 CX3      | ۹ فوریه ۱۹۹۹    |
| ۱۵۲۷۵۳ | 1999 CK156    | ۷ فوریه ۱۹۹۹    |
| ۱۵۲۷۵۴ | 1999 GS6      | ۱۵ آوریل ۱۹۹۹   |
| ۱۵۲۷۵۵ | 1999 GC16     | ۹ آوریل ۱۹۹۹    |
| ۱۵۲۷۵۶ | 1999 JV3      | ۱۰ مه ۱۹۹۹      |
| ۱۵۲۷۵۷ | 1999 JL11     | ۱۲ مه ۱۹۹۹      |
| ۱۵۲۷۵۸ | 1999 JC33     | ۱۰ مه ۱۹۹۹      |
| ۱۵۲۷۵۹ | 1999 JD45     | ۱۰ مه ۱۹۹۹      |
| ۱۵۲۷۵۹ | 1999 KH       | ۱۶ مه ۱۹۹۹      |
| ۱۵۲۷۵۹ | 1999 LE       | ۴ ژوئن ۱۹۹۹     |
| ۱۵۲۷۶۲ | 1999 LS2      | ۸ ژوئن ۱۹۹۹     |
| ۱۵۲۷۶۳ | 1999 LN4      | ۱۰ ژوئن ۱۹۹۹    |
| ۱۵۲۷۶۴ | 1999 LJ10     | ۸ ژوئن ۱۹۹۹     |
| ۱۵۲۷۶۵ | 1999 LN10     | ۸ ژوئن ۱۹۹۹     |
| ۱۵۲۷۶۶ | 1999 LZ11     | ۹ ژوئن ۱۹۹۹     |
| ۱۵۲۷۶۷ | 1999 NP12     | ۱۴ ژوئیه ۱۹۹۹   |
| ۱۵۲۷۶۸ | 1999 NC16     | ۱۴ ژوئیه ۱۹۹۹   |
| ۱۵۲۷۶۹ | 1999 RM20     | ۷ سپتامبر ۱۹۹۹  |
| ۱۵۲۷۷۰ | 1999 RR28     | ۷ سپتامبر ۱۹۹۹  |
| ۱۵۲۷۷۱ | 1999 RB34     | ۱۰ سپتامبر ۱۹۹۹ |
| ۱۵۲۷۷۲ | 1999 RE60     | ۷ سپتامبر ۱۹۹۹  |
| ۱۵۲۷۷۳ | 1999 RO90     | ۷ سپتامبر ۱۹۹۹  |
| ۱۵۲۷۷۴ | 1999 RM114    | ۹ سپتامبر ۱۹۹۹  |
| ۱۵۲۷۷۵ | 1999 RV149    | ۹ سپتامبر ۱۹۹۹  |
| ۱۵۲۷۷۶ | 1999 RF152    | ۹ سپتامبر ۱۹۹۹  |
| ۱۵۲۷۷۷ | 1999 RA160    | ۹ سپتامبر ۱۹۹۹  |
| ۱۵۲۷۷۸ | 1999 RF163    | ۹ سپتامبر ۱۹۹۹  |
| ۱۵۲۷۷۹ | 1999 RL169    | ۹ سپتامبر ۱۹۹۹  |
| ۱۵۲۷۸۰ | 1999 RG189    | ۹ سپتامبر ۱۹۹۹  |
| ۱۵۲۷۸۱ | 1999 RH190    | ۱۰ سپتامبر ۱۹۹۹ |
| ۱۵۲۷۸۲ | 1999 RG200    | ۸ سپتامبر ۱۹۹۹  |
| ۱۵۲۷۸۳ | 1999 RZ223    | ۷ سپتامبر ۱۹۹۹  |
| ۱۵۲۷۸۴ | 1999 RW232    | ۸ سپتامبر ۱۹۹۹  |
| ۱۵۲۷۸۵ | 1999 RG249    | ۷ سپتامبر ۱۹۹۹  |
| ۱۵۲۷۸۵ | 1999 TS       | ۱ اکتبر ۱۹۹۹    |
| ۱۵۲۷۸۷ | 1999 TB10     | ۷ اکتبر ۱۹۹۹    |
| ۱۵۲۷۸۸ | 1999 TS28     | ۴ اکتبر ۱۹۹۹    |
| ۱۵۲۷۸۹ | 1999 TA38     | ۱ اکتبر ۱۹۹۹    |
| ۱۵۲۷۹۰ | 1999 TR43     | ۳ اکتبر ۱۹۹۹    |
| ۱۵۲۷۹۱ | 1999 TC57     | ۶ اکتبر ۱۹۹۹    |
| ۱۵۲۷۹۲ | 1999 TS60     | ۷ اکتبر ۱۹۹۹    |
| ۱۵۲۷۹۳ | 1999 TP82     | ۱۲ اکتبر ۱۹۹۹   |
| ۱۵۲۷۹۴ | 1999 TL85     | ۱۴ اکتبر ۱۹۹۹   |
| ۱۵۲۷۹۵ | 1999 TW113    | ۴ اکتبر ۱۹۹۹    |
| ۱۵۲۷۹۶ | 1999 TB115    | ۴ اکتبر ۱۹۹۹    |
| ۱۵۲۷۹۷ | 1999 TG121    | ۴ اکتبر ۱۹۹۹    |
| ۱۵۲۷۹۸ | 1999 TP125    | ۴ اکتبر ۱۹۹۹    |
| ۱۵۲۷۹۹ | 1999 TC134    | ۶ اکتبر ۱۹۹۹    |
| ۱۵۲۸۰۰ | 1999 TG136    | ۶ اکتبر ۱۹۹۹    |
| ۱۵۲۸۰۱ | 1999 TQ143    | ۷ اکتبر ۱۹۹۹    |
| ۱۵۲۸۰۲ | 1999 TC163    | ۹ اکتبر ۱۹۹۹    |
| ۱۵۲۸۰۳ | 1999 TN166    | ۱۰ اکتبر ۱۹۹۹   |
| ۱۵۲۸۰۴ | 1999 TZ178    | ۱۰ اکتبر ۱۹۹۹   |
| ۱۵۲۸۰۵ | 1999 TL180    | ۱۰ اکتبر ۱۹۹۹   |
| ۱۵۲۸۰۶ | 1999 TW185    | ۱۲ اکتبر ۱۹۹۹   |
| ۱۵۲۸۰۷ | 1999 TT190    | ۱۲ اکتبر ۱۹۹۹   |
| ۱۵۲۸۰۸ | 1999 TG195    | ۱۲ اکتبر ۱۹۹۹   |
| ۱۵۲۸۰۹ | 1999 TU197    | ۱۲ اکتبر ۱۹۹۹   |
| ۱۵۲۸۱۰ | 1999 TJ241    | ۴ اکتبر ۱۹۹۹    |
| ۱۵۲۸۱۱ | 1999 TR241    | ۴ اکتبر ۱۹۹۹    |
| ۱۵۲۸۱۲ | 1999 TC244    | ۷ اکتبر ۱۹۹۹    |
| ۱۵۲۸۱۳ | 1999 TK257    | ۹ اکتبر ۱۹۹۹    |
| ۱۵۲۸۱۴ | 1999 TW260    | ۱۲ اکتبر ۱۹۹۹   |
| ۱۵۲۸۱۵ | 1999 TC270    | ۳ اکتبر ۱۹۹۹    |
| ۱۵۲۸۱۶ | 1999 TA283    | ۹ اکتبر ۱۹۹۹    |
| ۱۵۲۸۱۷ | 1999 TO301    | ۳ اکتبر ۱۹۹۹    |
| ۱۵۲۸۱۸ | 1999 UK4      | ۲۹ اکتبر ۱۹۹۹   |
| ۱۵۲۸۱۹ | 1999 UY11     | ۲۹ اکتبر ۱۹۹۹   |
| ۱۵۲۸۲۰ | 1999 UF19     | ۳۰ اکتبر ۱۹۹۹   |
| ۱۵۲۸۲۱ | 1999 UJ29     | ۳۱ اکتبر ۱۹۹۹   |
| ۱۵۲۸۲۲ | 1999 UM39     | ۳۱ اکتبر ۱۹۹۹   |
| ۱۵۲۸۲۳ | 1999 UK41     | ۱۸ اکتبر ۱۹۹۹   |
| ۱۵۲۸۲۴ | 1999 UU43     | ۲۹ اکتبر ۱۹۹۹   |
| ۱۵۲۸۲۵ | 1999 UE49     | ۳۱ اکتبر ۱۹۹۹   |
| ۱۵۲۸۲۶ | 1999 UU56     | ۲۹ اکتبر ۱۹۹۹   |
| ۱۵۲۸۲۷ | 1999 VA24     | ۸ نوامبر ۱۹۹۹   |
| ۱۵۲۸۲۸ | 1999 VT25     | ۱۲ نوامبر ۱۹۹۹  |
| ۱۵۲۸۲۹ | 1999 VQ33     | ۳ نوامبر ۱۹۹۹   |
| ۱۵۲۸۳۰ | 1999 VD57     | ۴ نوامبر ۱۹۹۹   |
| ۱۵۲۸۳۱ | 1999 VJ57     | ۴ نوامبر ۱۹۹۹   |
| ۱۵۲۸۳۲ | 1999 VV60     | ۴ نوامبر ۱۹۹۹   |
| ۱۵۲۸۳۳ | 1999 VT64     | ۴ نوامبر ۱۹۹۹   |
| ۱۵۲۸۳۴ | 1999 VL71     | ۴ نوامبر ۱۹۹۹   |
| ۱۵۲۸۳۵ | 1999 VD74     | ۴ نوامبر ۱۹۹۹   |
| ۱۵۲۸۳۶ | 1999 VS77     | ۳ نوامبر ۱۹۹۹   |
| ۱۵۲۸۳۷ | 1999 VL95     | ۹ نوامبر ۱۹۹۹   |
| ۱۵۲۸۳۸ | 1999 VG100    | ۹ نوامبر ۱۹۹۹   |
| ۱۵۲۸۳۹ | 1999 VQ102    | ۹ نوامبر ۱۹۹۹   |
| ۱۵۲۸۴۰ | 1999 VD103    | ۹ نوامبر ۱۹۹۹   |
| ۱۵۲۸۴۱ | 1999 VF107    | ۹ نوامبر ۱۹۹۹   |
| ۱۵۲۸۴۲ | 1999 VS107    | ۹ نوامبر ۱۹۹۹   |
| ۱۵۲۸۴۳ | 1999 VR121    | ۴ نوامبر ۱۹۹۹   |
| ۱۵۲۸۴۴ | 1999 VY144    | ۱۳ نوامبر ۱۹۹۹  |
| ۱۵۲۸۴۵ | 1999 VX146    | ۱۲ نوامبر ۱۹۹۹  |
| ۱۵۲۸۴۶ | 1999 VO156    | ۱۲ نوامبر ۱۹۹۹  |
| ۱۵۲۸۴۷ | 1999 VZ156    | ۱۲ نوامبر ۱۹۹۹  |
| ۱۵۲۸۴۸ | 1999 VU164    | ۱۴ نوامبر ۱۹۹۹  |
| ۱۵۲۸۴۹ | 1999 VR170    | ۱۴ نوامبر ۱۹۹۹  |
| ۱۵۲۸۵۰ | 1999 VG183    | ۹ نوامبر ۱۹۹۹   |
| ۱۵۲۸۵۱ | 1999 VE187    | ۱۵ نوامبر ۱۹۹۹  |
| ۱۵۲۸۵۲ | 1999 VU198    | ۳ نوامبر ۱۹۹۹   |
| ۱۵۲۸۵۳ | 1999 VM199    | ۲ نوامبر ۱۹۹۹   |
| ۱۵۲۸۵۴ | 1999 VD213    | ۱۲ نوامبر ۱۹۹۹  |
| ۱۵۲۸۵۵ | 1999 VV215    | ۳ نوامبر ۱۹۹۹   |
| ۱۵۲۸۵۶ | 1999 WF12     | ۲۸ نوامبر ۱۹۹۹  |
| ۱۵۲۸۵۷ | 1999 XD27     | ۶ دسامبر ۱۹۹۹   |
| ۱۵۲۸۵۸ | 1999 XN35     | ۵ دسامبر ۱۹۹۹   |
| ۱۵۲۸۵۹ | 1999 XC41     | ۷ دسامبر ۱۹۹۹   |
| ۱۵۲۸۶۰ | 1999 XV49     | ۷ دسامبر ۱۹۹۹   |
| ۱۵۲۸۶۱ | 1999 XO50     | ۷ دسامبر ۱۹۹۹   |
| ۱۵۲۸۶۲ | 1999 XQ64     | ۷ دسامبر ۱۹۹۹   |
| ۱۵۲۸۶۳ | 1999 XZ114    | ۱۱ دسامبر ۱۹۹۹  |
| ۱۵۲۸۶۴ | 1999 XT143    | ۸ دسامبر ۱۹۹۹   |
| ۱۵۲۸۶۵ | 1999 XW144    | ۶ دسامبر ۱۹۹۹   |
| ۱۵۲۸۶۶ | 1999 XP216    | ۱۳ دسامبر ۱۹۹۹  |
| ۱۵۲۸۶۷ | 1999 XT223    | ۱۳ دسامبر ۱۹۹۹  |
| ۱۵۲۸۶۸ | 1999 XH251    | ۸ دسامبر ۱۹۹۹   |
| ۱۵۲۸۶۹ | 1999 XM254    | ۱۲ دسامبر ۱۹۹۹  |
| ۱۵۲۸۷۰ | 1999 YK8      | ۲۷ دسامبر ۱۹۹۹  |
| ۱۵۲۸۷۱ | 1999 YC22     | ۲۷ دسامبر ۱۹۹۹  |
| ۱۵۲۸۷۲ | 2000 AF27     | ۳ ژانویه ۲۰۰۰   |
| ۱۵۲۸۷۳ | 2000 AG36     | ۳ ژانویه ۲۰۰۰   |
| ۱۵۲۸۷۴ | 2000 AQ45     | ۳ ژانویه ۲۰۰۰   |
| ۱۵۲۸۷۵ | 2000 AX49     | ۵ ژانویه ۲۰۰۰   |
| ۱۵۲۸۷۶ | 2000 AZ82     | ۵ ژانویه ۲۰۰۰   |
| ۱۵۲۸۷۷ | 2000 AY126    | ۵ ژانویه ۲۰۰۰   |
| ۱۵۲۸۷۸ | 2000 AT140    | ۵ ژانویه ۲۰۰۰   |
| ۱۵۲۸۷۹ | 2000 AV160    | ۳ ژانویه ۲۰۰۰   |
| ۱۵۲۸۸۰ | 2000 AX211    | ۵ ژانویه ۲۰۰۰   |
| ۱۵۲۸۸۱ | 2000 AY257    | ۷ ژانویه ۲۰۰۰   |
| ۱۵۲۸۸۲ | 2000 BR2      | ۲۱ ژانویه ۲۰۰۰  |
| ۱۵۲۸۸۳ | 2000 BD20     | ۲۶ ژانویه ۲۰۰۰  |
| ۱۵۲۸۸۴ | 2000 BS47     | ۲۷ ژانویه ۲۰۰۰  |
| ۱۵۲۸۸۵ | 2000 CG15     | ۲ فوریه ۲۰۰۰    |
| ۱۵۲۸۸۶ | 2000 CW16     | ۲ فوریه ۲۰۰۰    |
| ۱۵۲۸۸۷ | 2000 CX20     | ۲ فوریه ۲۰۰۰    |
| ۱۵۲۸۸۸ | 2000 CA42     | ۲ فوریه ۲۰۰۰    |
| ۱۵۲۸۸۹ | 2000 CF59     | ۵ فوریه ۲۰۰۰    |
| ۱۵۲۸۹۰ | 2000 CU67     | ۱ فوریه ۲۰۰۰    |
| ۱۵۲۸۹۱ | 2000 CA79     | ۸ فوریه ۲۰۰۰    |
| ۱۵۲۸۹۲ | 2000 CD98     | ۷ فوریه ۲۰۰۰    |
| ۱۵۲۸۹۳ | 2000 CQ98     | ۸ فوریه ۲۰۰۰    |
| ۱۵۲۸۹۴ | 2000 CJ99     | ۸ فوریه ۲۰۰۰    |
| ۱۵۲۸۹۵ | 2000 CQ101    | ۱۱ فوریه ۲۰۰۰   |
| ۱۵۲۸۹۶ | 2000 CG149    | ۸ فوریه ۲۰۰۰    |
| ۱۵۲۸۹۷ | 2000 DO4      | ۲۸ فوریه ۲۰۰۰   |
| ۱۵۲۸۹۸ | 2000 DC12     | ۲۷ فوریه ۲۰۰۰   |
| ۱۵۲۸۹۹ | 2000 DR17     | ۲۹ فوریه ۲۰۰۰   |
| ۱۵۲۹۰۰ | 2000 DC27     | ۲۹ فوریه ۲۰۰۰   |
| ۱۵۲۹۰۱ | 2000 DR31     | ۲۹ فوریه ۲۰۰۰   |
| ۱۵۲۹۰۲ | 2000 DC32     | ۲۹ فوریه ۲۰۰۰   |
| ۱۵۲۹۰۳ | 2000 DP46     | ۲۹ فوریه ۲۰۰۰   |
| ۱۵۲۹۰۴ | 2000 DW52     | ۲۹ فوریه ۲۰۰۰   |
| ۱۵۲۹۰۵ | 2000 DW60     | ۲۹ فوریه ۲۰۰۰   |
| ۱۵۲۹۰۶ | 2000 DN64     | ۲۹ فوریه ۲۰۰۰   |
| ۱۵۲۹۰۷ | 2000 DP65     | ۲۹ فوریه ۲۰۰۰   |
| ۱۵۲۹۰۸ | 2000 DH70     | ۲۹ فوریه ۲۰۰۰   |
| ۱۵۲۹۰۹ | 2000 DW72     | ۲۹ فوریه ۲۰۰۰   |
| ۱۵۲۹۱۰ | 2000 DS74     | ۲۹ فوریه ۲۰۰۰   |
| ۱۵۲۹۱۱ | 2000 DY78     | ۲۹ فوریه ۲۰۰۰   |
| ۱۵۲۹۱۲ | 2000 DQ86     | ۲۹ فوریه ۲۰۰۰   |
| ۱۵۲۹۱۳ | 2000 DX100    | ۲۹ فوریه ۲۰۰۰   |
| ۱۵۲۹۱۴ | 2000 DK103    | ۲۹ فوریه ۲۰۰۰   |
| ۱۵۲۹۱۵ | 2000 DA114    | ۲۷ فوریه ۲۰۰۰   |
| ۱۵۲۹۱۶ | 2000 EL4      | ۲ مارس ۲۰۰۰     |
| ۱۵۲۹۱۷ | 2000 EM4      | ۲ مارس ۲۰۰۰     |
| ۱۵۲۹۱۸ | 2000 EN21     | ۴ مارس ۲۰۰۰     |
| ۱۵۲۹۱۹ | 2000 EU21     | ۵ مارس ۲۰۰۰     |
| ۱۵۲۹۲۰ | 2000 EG29     | ۵ مارس ۲۰۰۰     |
| ۱۵۲۹۲۱ | 2000 EK32     | ۵ مارس ۲۰۰۰     |
| ۱۵۲۹۲۲ | 2000 EC51     | ۳ مارس ۲۰۰۰     |
| ۱۵۲۹۲۳ | 2000 EC60     | ۱۰ مارس ۲۰۰۰    |
| ۱۵۲۹۲۴ | 2000 EM65     | ۱۰ مارس ۲۰۰۰    |
| ۱۵۲۹۲۵ | 2000 EB67     | ۱۰ مارس ۲۰۰۰    |
| ۱۵۲۹۲۶ | 2000 EJ76     | ۵ مارس ۲۰۰۰     |
| ۱۵۲۹۲۷ | 2000 EG77     | ۵ مارس ۲۰۰۰     |
| ۱۵۲۹۲۸ | 2000 EG91     | ۹ مارس ۲۰۰۰     |
| ۱۵۲۹۲۹ | 2000 EZ92     | ۹ مارس ۲۰۰۰     |
| ۱۵۲۹۳۰ | 2000 EB102    | ۱۴ مارس ۲۰۰۰    |
| ۱۵۲۹۳۱ | 2000 EA107    | ۱۵ مارس ۲۰۰۰    |
| ۱۵۲۹۳۲ | 2000 EM128    | ۱۱ مارس ۲۰۰۰    |
| ۱۵۲۹۳۳ | 2000 EO131    | ۱۱ مارس ۲۰۰۰    |
| ۱۵۲۹۳۴ | 2000 EO133    | ۱۱ مارس ۲۰۰۰    |
| ۱۵۲۹۳۵ | 2000 EZ134    | ۱۱ مارس ۲۰۰۰    |
| ۱۵۲۹۳۶ | 2000 EP135    | ۱۱ مارس ۲۰۰۰    |
| ۱۵۲۹۳۷ | 2000 EO142    | ۳ مارس ۲۰۰۰     |
| ۱۵۲۹۳۸ | 2000 EU193    | ۳ مارس ۲۰۰۰     |
| ۱۵۲۹۳۹ | 2000 FY4      | ۲۷ مارس ۲۰۰۰    |
| ۱۵۲۹۴۰ | 2000 FU5      | ۲۵ مارس ۲۰۰۰    |
| ۱۵۲۹۴۱ | 2000 FM10     | ۳۰ مارس ۲۰۰۰    |
| ۱۵۲۹۴۲ | 2000 FN10     | ۳۰ مارس ۲۰۰۰    |
| ۱۵۲۹۴۳ | 2000 FY10     | ۲۶ مارس ۲۰۰۰    |
| ۱۵۲۹۴۴ | 2000 FD25     | ۲۹ مارس ۲۰۰۰    |
| ۱۵۲۹۴۵ | 2000 FR25     | ۲۷ مارس ۲۰۰۰    |
| ۱۵۲۹۴۶ | 2000 FG28     | ۲۷ مارس ۲۰۰۰    |
| ۱۵۲۹۴۷ | 2000 FE30     | ۲۷ مارس ۲۰۰۰    |
| ۱۵۲۹۴۸ | 2000 FP32     | ۲۹ مارس ۲۰۰۰    |
| ۱۵۲۹۴۹ | 2000 FG58     | ۲۶ مارس ۲۰۰۰    |
| ۱۵۲۹۵۰ | 2000 FQ64     | ۳۰ مارس ۲۰۰۰    |
| ۱۵۲۹۵۱ | 2000 FJ71     | ۲۹ مارس ۲۰۰۰    |
| ۱۵۲۹۵۲ | 2000 GC2      | ۲ آوریل ۲۰۰۰    |
| ۱۵۲۹۵۳ | 2000 GT21     | ۵ آوریل ۲۰۰۰    |
| ۱۵۲۹۵۴ | 2000 GN27     | ۵ آوریل ۲۰۰۰    |
| ۱۵۲۹۵۵ | 2000 GM35     | ۵ آوریل ۲۰۰۰    |
| ۱۵۲۹۵۶ | 2000 GM37     | ۵ آوریل ۲۰۰۰    |
| ۱۵۲۹۵۷ | 2000 GD42     | ۵ آوریل ۲۰۰۰    |
| ۱۵۲۹۵۸ | 2000 GX47     | ۵ آوریل ۲۰۰۰    |
| ۱۵۲۹۵۹ | 2000 GJ50     | ۵ آوریل ۲۰۰۰    |
| ۱۵۲۹۶۰ | 2000 GA52     | ۵ آوریل ۲۰۰۰    |
| ۱۵۲۹۶۱ | 2000 GH60     | ۵ آوریل ۲۰۰۰    |
| ۱۵۲۹۶۲ | 2000 GZ67     | ۵ آوریل ۲۰۰۰    |
| ۱۵۲۹۶۳ | 2000 GF68     | ۵ آوریل ۲۰۰۰    |
| ۱۵۲۹۶۴ | 2000 GP82     | ۴ آوریل ۲۰۰۰    |
| ۱۵۲۹۶۵ | 2000 GW86     | ۴ آوریل ۲۰۰۰    |
| ۱۵۲۹۶۶ | 2000 GK104    | ۷ آوریل ۲۰۰۰    |
| ۱۵۲۹۶۷ | 2000 GV105    | ۷ آوریل ۲۰۰۰    |
| ۱۵۲۹۶۸ | 2000 GX116    | ۲ آوریل ۲۰۰۰    |
| ۱۵۲۹۶۹ | 2000 GC117    | ۲ آوریل ۲۰۰۰    |
| ۱۵۲۹۷۰ | 2000 GB120    | ۵ آوریل ۲۰۰۰    |
| ۱۵۲۹۷۱ | 2000 GU120    | ۵ آوریل ۲۰۰۰    |
| ۱۵۲۹۷۲ | 2000 GD121    | ۵ آوریل ۲۰۰۰    |
| ۱۵۲۹۷۳ | 2000 GV121    | ۶ آوریل ۲۰۰۰    |
| ۱۵۲۹۷۴ | 2000 GZ122    | ۷ آوریل ۲۰۰۰    |
| ۱۵۲۹۷۵ | 2000 GM135    | ۸ آوریل ۲۰۰۰    |
| ۱۵۲۹۷۶ | 2000 GK140    | ۴ آوریل ۲۰۰۰    |
| ۱۵۲۹۷۷ | 2000 GJ141    | ۷ آوریل ۲۰۰۰    |
| ۱۵۲۹۷۸ | 2000 GJ147    | ۱۳ آوریل ۲۰۰۰   |
| ۱۵۲۹۷۹ | 2000 GR148    | ۵ آوریل ۲۰۰۰    |
| ۱۵۲۹۸۰ | 2000 GP150    | ۵ آوریل ۲۰۰۰    |
| ۱۵۲۹۸۱ | 2000 GM156    | ۶ آوریل ۲۰۰۰    |
| ۱۵۲۹۸۲ | 2000 GM158    | ۷ آوریل ۲۰۰۰    |
| ۱۵۲۹۸۳ | 2000 GB162    | ۷ آوریل ۲۰۰۰    |
| ۱۵۲۹۸۴ | 2000 GJ162    | ۸ آوریل ۲۰۰۰    |
| ۱۵۲۹۸۵ | 2000 GS182    | ۴ آوریل ۲۰۰۰    |
| ۱۵۲۹۸۶ | 2000 HS3      | ۲۶ آوریل ۲۰۰۰   |
| ۱۵۲۹۸۷ | 2000 HM14     | ۲۷ آوریل ۲۰۰۰   |
| ۱۵۲۹۸۸ | 2000 HH22     | ۲۹ آوریل ۲۰۰۰   |
| ۱۵۲۹۸۹ | 2000 HO23     | ۳۰ آوریل ۲۰۰۰   |
| ۱۵۲۹۹۰ | 2000 HB26     | ۲۴ آوریل ۲۰۰۰   |
| ۱۵۲۹۹۱ | 2000 HV37     | ۳۰ آوریل ۲۰۰۰   |
| ۱۵۲۹۹۲ | 2000 HD38     | ۲۸ آوریل ۲۰۰۰   |
| ۱۵۲۹۹۳ | 2000 HH44     | ۲۶ آوریل ۲۰۰۰   |
| ۱۵۲۹۹۴ | 2000 HX44     | ۲۶ آوریل ۲۰۰۰   |
| ۱۵۲۹۹۵ | 2000 HW53     | ۲۹ آوریل ۲۰۰۰   |
| ۱۵۲۹۹۶ | 2000 HM60     | ۲۵ آوریل ۲۰۰۰   |
| ۱۵۲۹۹۷ | 2000 HH71     | ۲۴ آوریل ۲۰۰۰   |
| ۱۵۲۹۹۸ | 2000 HG79     | ۲۸ آوریل ۲۰۰۰   |
| ۱۵۲۹۹۹ | 2000 HW85     | ۳۰ آوریل ۲۰۰۰   |
| ۱۵۳۰۰۰ | 2000 HP86     | ۳۰ آوریل ۲۰۰۰   |